# All Nippon Airways
All Nippon Airways (ANA; japanisch 全日本空輸株式会社 Zen Nippon Kūyu Kabushiki-gaisha, abgekürzt 全日空 Zennikkū) ist die größte japanische Fluggesellschaft. Das im Nikkei 225 gelistete Unternehmen mit Sitz in Tokio ist Mitglied der Luftfahrtallianz Star Alliance und Teil der ANA Holdings.

## Geschichte

### Vorgeschichte

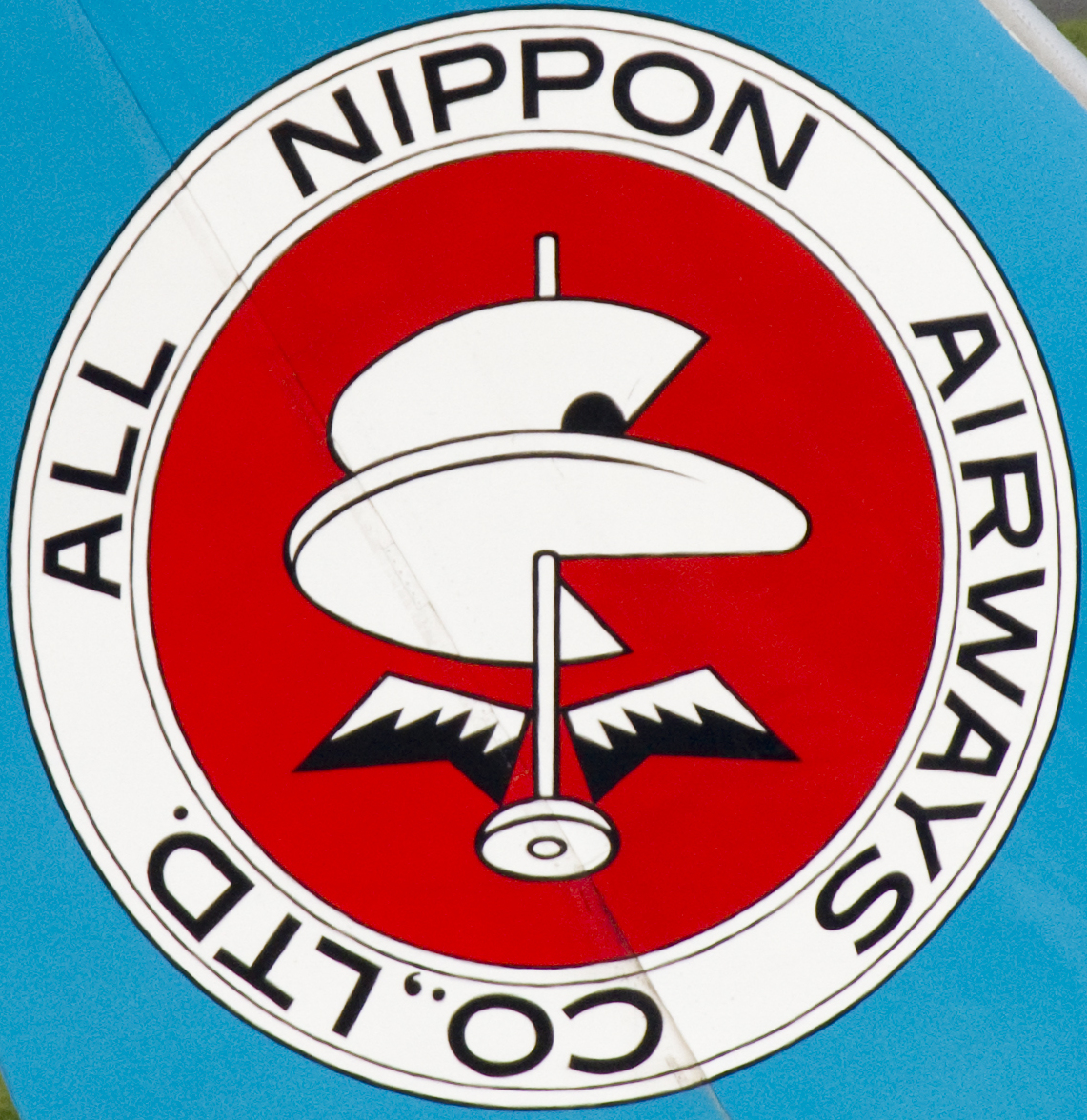
Das erste Logo der ANA war an Leonardo da Vincis Luftschraube angelehnt und wurde 1982 vom heutigen Firmenzeichen abgelöst

#### Nippon Helicopter and Aeroplane

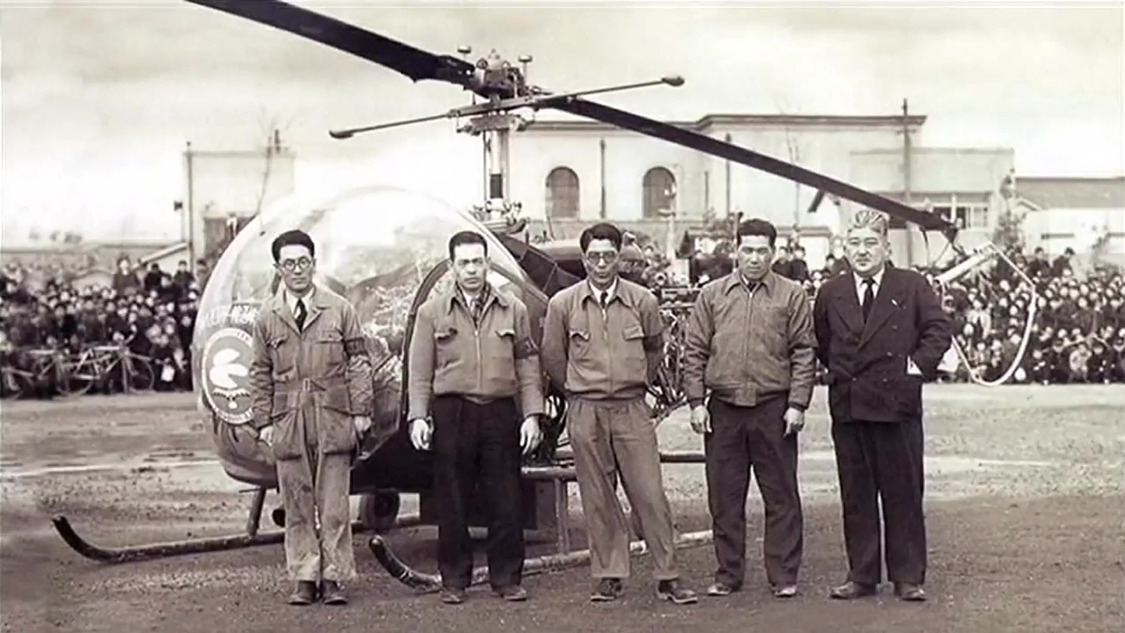
Gründer von Japan Helicopter and Aeroplane Transports und einem Bell 47D-1

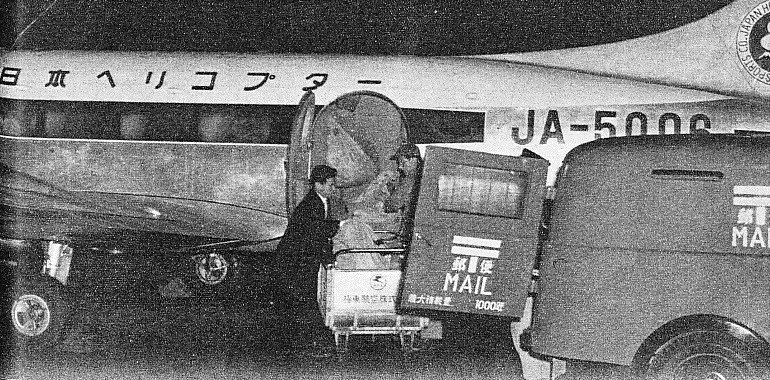
Eine De Havilland Heron der NH wird im Juli 1954 mit Luftpost beladen

ANAs früheste Vorläufergesellschaft war Nippon Helicopter and Aeroplane (日本ヘリコプター輸送 Nippon Herikoputā Yusō), abgekürzt NH, und wurde am 27. Dezember 1952 gegründet.
Im Februar 1953 begann NH mit Hubschraubern den Flugbetrieb. Am 15. Dezember 1953 absolvierte das Unternehmen mit einer De Havilland DH.104 Dove auf der Strecke Osaka-Tokio seinen ersten Frachtflug. Darauf folgte am 1. Februar 1954 der erste Passagierflug und ab März wurde auf dieser Strecke eine De Havilland DH.114 Heron eingesetzt. 1955 wurde die Flotte um eine Douglas DC-3 ergänzt und das Streckennetz mit einer neuen Strecke von Kitakyūshū nach Sapporo erweitert.

#### Far East Airlines
Eine andere Vorläufergesellschaft der ANA war Far East Airlines (極東航空 Kyokutō Kōkū). Obwohl Far East Airlines schon einen Tag früher als NH, am 26. Dezember 1952, gegründet wurde, wurde der Flugbetrieb erst am 20. Januar 1954 auf der Strecke Osaka-Tokio aufgenommen. Die Fluggesellschaft bot nachts Frachtflüge mit einer De Havilland Dove an. Anfang 1957 wurde eine Douglas DC-3 in die Flotte aufgenommen und das Streckennetz mit der neuen Strecke Tokio-Kagoshima erweitert.

#### Fusion zu All Nippon Airways

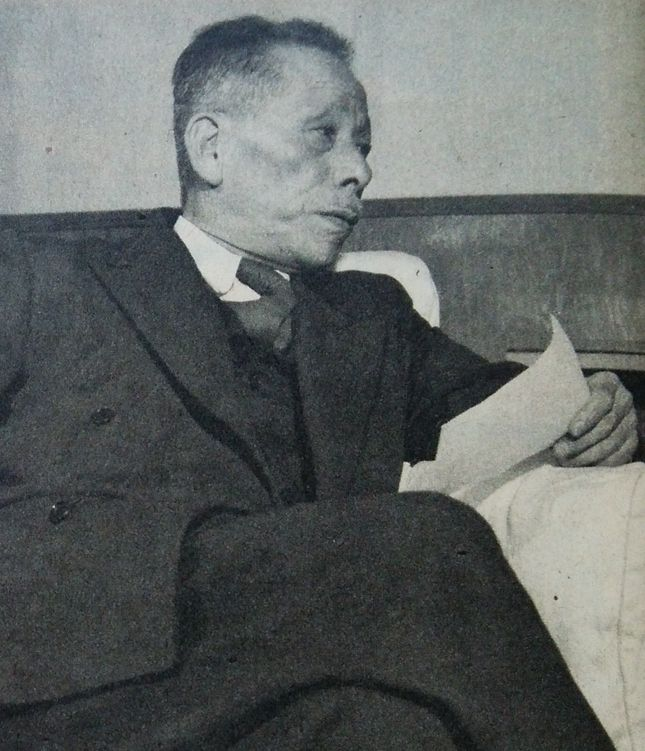
NH-Präsident Midoro Masuichi, der später erster Firmenchef der ANA wurde (1953)

Im März 1958 fusionierten Nippon Helicopter and Aeroplane und Far East Airlines zu All Nippon Airways (全日本空輸 Zen Nippon Kūyu). Die Marktkapitalisierung des neuen Unternehmens betrug insgesamt 600 Millionen Yen und war damit die größte private japanische Fluggesellschaft. Das Firmenlogo der NH wurde als Firmenlogo der neuen Fluggesellschaft und das Kürzel später als IATA-Code gewählt.
Die neue All Nippon Airways betrieb das Streckennetz ihrer beiden Vorläufergesellschaften weiter.

### Nach der Gründung

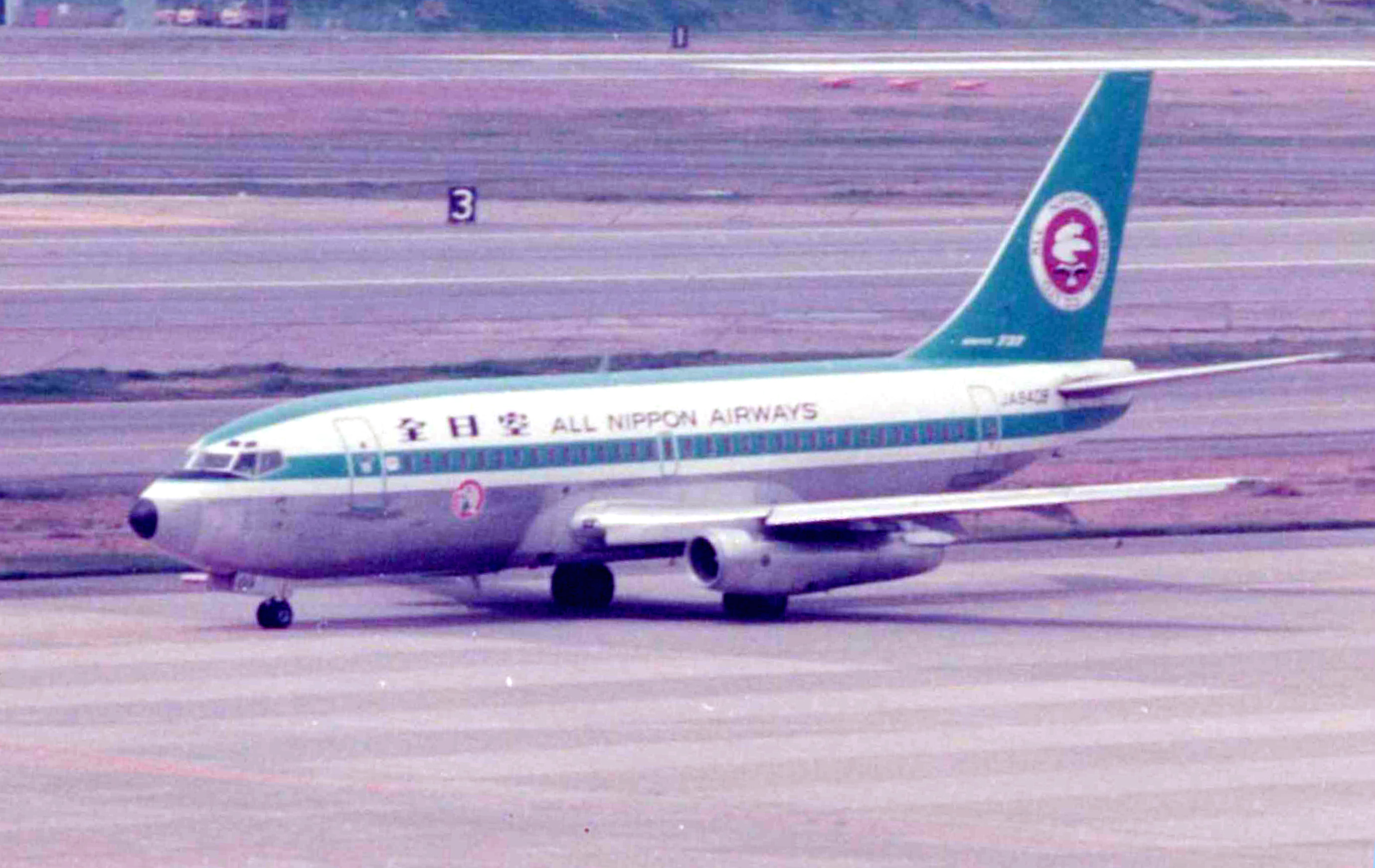
Boeing 737-200 der ANA um 1980

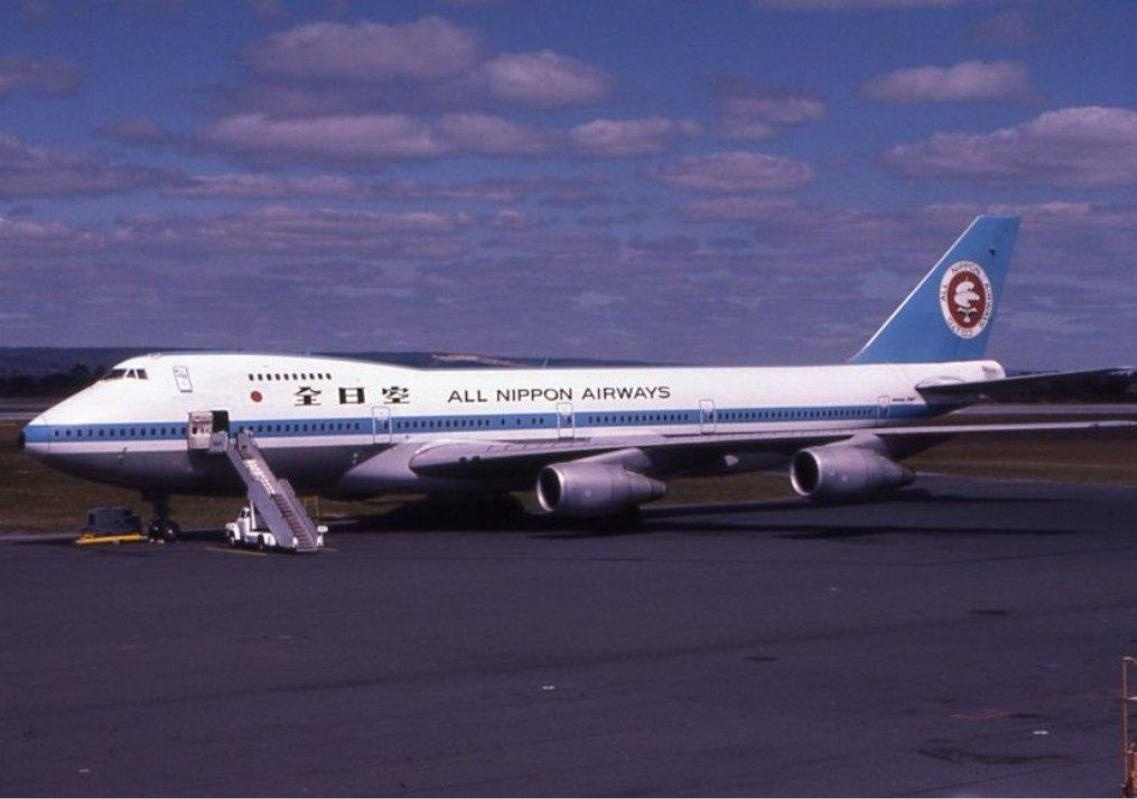
Boeing 747-100SR der ANA um 1985

In den 1960er-Jahren wuchs ANA und beschaffte sich 1960 die Vickers Viscount und 1961 die Fokker F-27. Im Oktober 1961 ging ANA an die Börse und fusionierte 1963 mit Fujita Airlines (藤田航空 Fujita Kōkū), dadurch erhöhte sich das Kapital des Unternehmens auf 4,65 Billionen Yen. 1965 stießen mit der Boeing 727 die ersten Jets zur ANA-Flotte hinzu und wurden auf der Strecke Tokio-Sapporo eingesetzt. Außerdem bekam die Fluggesellschaft im selben Jahr das erste in Japan gebaute Passagierflugzeug, die NAMC YS-11. Ab 1969 setzte ANA zudem die Boeing 737 ein.
Während ANA weiter wuchs, begann sie, Partnerschaften mit Reiseunternehmen zu schließen. Viele dieser Reiseunternehmen erhielten einen Anteil an ANA. 1974 hatte ANA das größte innerjapanische Streckennetz.
Bis 1986 hatte die damals staatliche Japan Airlines ein Monopol auf internationale Flüge, ANA war es jedoch erlaubt, internationale Charterflüge anzubieten. Der erste wurde am 21. Februar 1971 mit einer Boeing 727 nach Hongkong durchgeführt.
Im November 1971 kaufte ANA ihr erstes Großraumflugzeug, die Lockheed L-1011 TriStar. Die Fluggesellschaft bestellte sechs Stück von ihnen. Zuerst hatte ANA die McDonnell Douglas DC-10 bestellt, stornierte diesen Auftrag jedoch in letzter Minute und wechselte zu Lockheed. Später wurde bekannt, dass Lockheed dem damaligen japanischen Premierminister Kakuei Tanaka drei Millionen US-Dollar gezahlt hatte, damit dieser sich für den Kauf der Lockheed L-1011 TriStar einsetzte (siehe auch Lockheed-Skandal).
1979 erhielt die Fluggesellschaft ihre erste Boeing 747, eine 747-100SR, die speziell für innerjapanische Strecken entwickelt wurde. 1983 stieß die Boeing 767 zur Flotte hinzu und 1986 die Boeing 747-200.

### Internationale Expansion

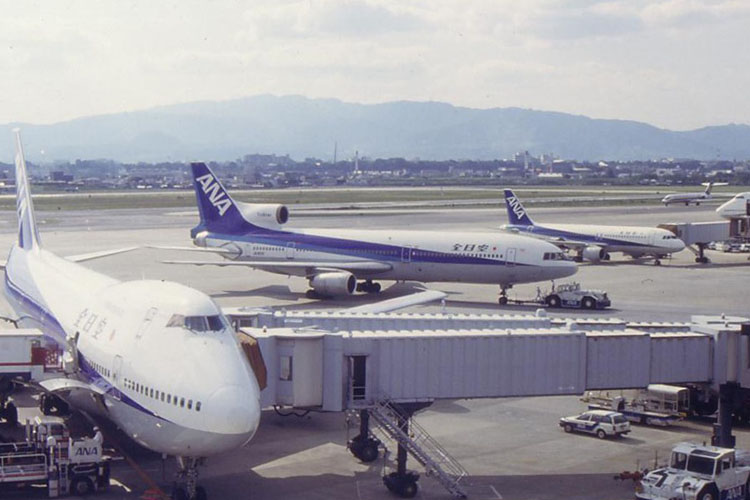
Boeing 747, Lockheed TriStar und Airbus A320 der ANA im Jahr 1992

Im Jahr 1986 begann ANA, international zu expandieren, um weltweit wettbewerbsfähig zu werden. Am 3. März 1986 nahm die Fluggesellschaft ihre erste planmäßige internationale Route auf der Strecke Tokio-Guam auf. Ende des Jahres folgten Flüge nach Los Angeles und Washington, D.C. ANA begann zudem eine Partnerschaft mit American Airlines.
ANA vergrößerte ihr internationales Streckennetz schrittweise: 1987 nach Peking, Dalian, Hongkong und Sydney, 1988 nach Seoul, 1989 nach London und Saipan und 1990 nach Paris und New York City. In den frühen 1990er-Jahren kamen die ersten Airbus-Flugzeuge zur Flotte hinzu, ANA bestellte die A320 und die A321. Außerdem erhielt die Linie ihre ersten Boeing 747-400. Im Dezember 1995 wurde zudem die erste Boeing 777 in die Flotte aufgenommen. Im Oktober 1999 trat ANA der Star Alliance bei.

### Entwicklung seit 2000

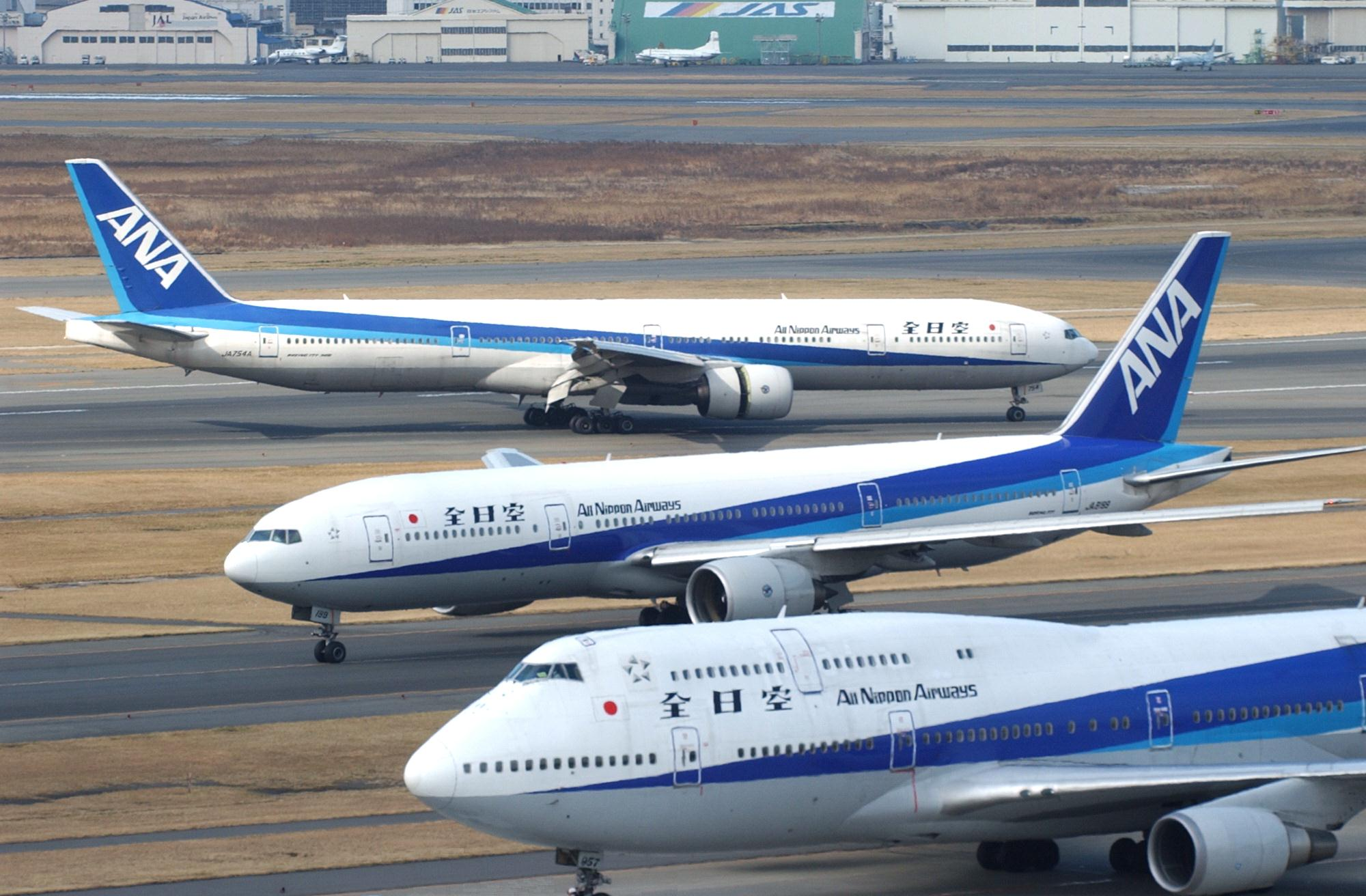
In den 2000er Jahren rüstete ANA ihre Boeing 777-Flotte als Ersatz für die Boeing 747 auf

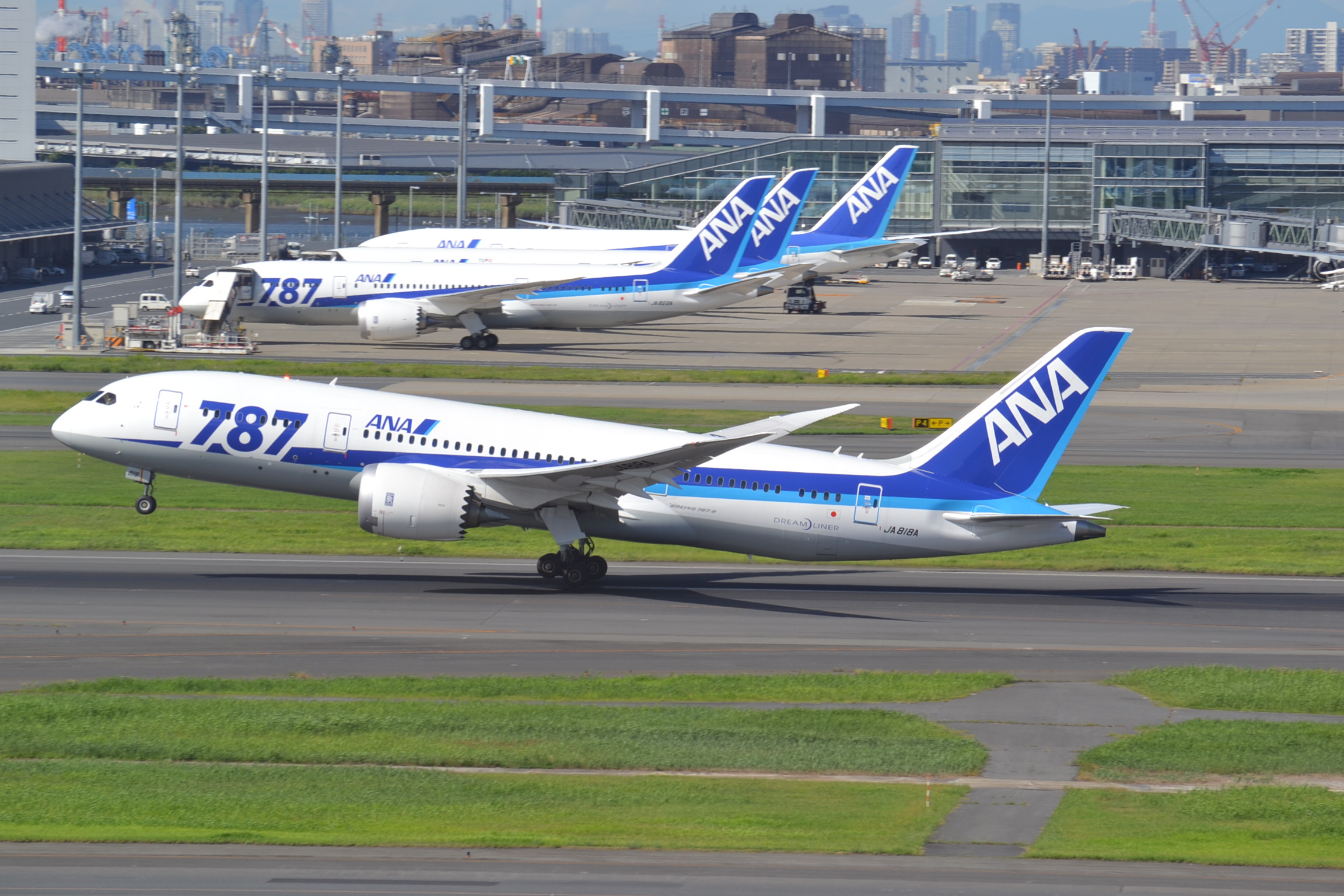
ANA ist größter Kunde der Boeing 787 und betreibt somit weltweit die meisten Flugzeuge dieses Typs

2004 übertrumpften die Gewinne von ANA zum ersten Mal die von Japan Airlines. Zudem wurde die Billigfluggesellschaft Air Next gegründet, die 2005 auf der Strecke Tokio–Fukuoka den Flugbetrieb begann. Im gleichen Jahr wurde ANA zum Hauptanteilseigner von Nakanihon Airlines und benannte es in Air Central um. Am 12. Juli 2005 wurde mit Nippon Yūsen vereinbart, dass ANA ihren Anteil an Nippon Cargo Airlines (NCA), einem Joint Venture zwischen den beiden Unternehmen seit 1987, an Nippon Yūsen verkaufen würde. 2006 wurde zusammen mit Japan Post, Nippon Express und Mitsui O.S.K. Lines die Frachtfluggesellschaft ANA & JP Express gegründet. Sie führte Frachtflüge für Air Japan durch und fusionierte im Juli 2010 mit dieser.
ANA besitzt mit ANA Wings eine Tochtergesellschaft, die großteils Regional- und Zubringerflüge bedient. Sie entstand aus den drei ehemaligen ANA-Töchtern Air Central, Air Next und Air Nippon Network. Im April 2012 wurde die zweite Regionaltochter, Air Nippon, in die Muttergesellschaft ANA integriert.
Zum 31. August 2011 gründete ANA gemeinsam mit AirAsia die Billigfluggesellschaft AirAsia Japan, an der ANA 67 % und Air Asia 33 % der Geschäftsanteile hielt. Nachdem AirAsia sich aus dem Gemeinschaftsunternehmen zurückgezogen und alle Anteile an ANA veräußert hatte, firmierte AirAsia Japan zum 1. November 2013 in Vanilla Air um.
Am 26. September 2011 erhielt ANA ihre erste Boeing 787. Die Fluggesellschaft war weltweit erster Kunde dieses Musters. Mit der 787 führt ANA Kurz- und Langstreckenflüge, jeweils in einer unterschiedlichen Sitzplatzkonfiguration, durch.
ANA hatte ursprünglich neben der Boeing 787-8 auch 28 Boeing 787-3 bestellt, jedoch im Januar 2010 diese Stückzahl auf das Modell 787-8 umgelegt. Im Juni 2012 änderte sie zudem 19 Bestellungen für die 787-8 in weitere Bestellungen für die 787-9 um.
Im April 2013 entstand durch Umstrukturierung die Dachgesellschaft ANA Holdings.
Im August 2013 führte ANA eine modifizierte Bemalung ein, bei der die Flugzeuge neben dem ANA-Logo mit einem „Inspiration-of-JAPAN“-Schriftzug und der Flagge Japans versehen wurden.
Am 31. März 2014 musterte All Nippon Airways ihre letzte Boeing 747 aus. Damit ging mit Flug NH126 von Naha nach Tokio-Haneda nach 35 Jahren eine Ära zu Ende. Das Flugzeug wurde feierlich von ANA-Mitarbeitern, Flughafenmitarbeitern und Luftfahrtenthusiasten im Rahmen einer Zeremonie verabschiedet.
Am 29. Januar 2016 bestellte ANA Holdings bei Airbus drei Exemplare der A380-800. Nach Listenpreisen hatte der Auftrag einen Wert von 1,2 Milliarden Euro. Am 20. März 2019 wurde das erste Exemplar (Luftfahrzeugkennzeichen JA381A) an ANA ausgeliefert. Der Liniendienst wurde am 24. Mai 2019 auf der Strecke Tokio–Honolulu aufgenommen.

## Flugziele

Flugziele der All Nippon Airways (ausgenommen Österreich und Russland):
Japan
ANA-Flugziele

Als internationale Drehkreuze dienen die Flughäfen Tokio-Narita und Tokio-Haneda, letzterer dient auch als Zentrale für innerjapanische Flüge. In Japan werden über 40 Ziele von ANA und in Codeshare-Programmen bedient.
Im deutschsprachigen Raum werden Frankfurt am Main, München und Wien angeflogen.
Codesharing
ANA arbeitet darüber hinaus mit 31 Codeshare-Partnern zusammen, darunter Air Canada, Lufthansa oder United Airlines.

## Flotte

### Aktuelle Flotte
Mit Stand Februar 2025 besteht die Flotte der All Nippon Airways aus 240 Flugzeugen mit einem Durchschnittsalter von 11,1 Jahren:
| Flugzeugtyp            | Anzahl | bestellt | Anmerkungen                                                                                          | Sitzplätze (First/Business/Eco+/Eco)                  | Durchschnittsalter |
| ---------------------- | ------ | -------- | --- | ----------------------------------------------------- | ------------------ |
| Airbus A320neo         | 11     |          | | 146 (-/8/-/138)                                       | 6,6 Jahre          |
| Airbus A321-200        | 04     |          | | 194 (-/-/8/186)                                       | 8,2 Jahre          |
| Airbus A321neo         | 22     | 014      | 18 inaktiv                                                                                           | 194 (-/-/8/186)                                       | 5,2 Jahre          |
| Airbus A380-800        | 03     |          | | 520 (8/56/73/383)                                     | 6,0 Jahre          |
| Boeing 737-800         | 39     |          | | 166 (-/8/-/158) 167 (-/8/-/159)                       | 12,1 Jahre         |
| Boeing 737 MAX 8       |        | 038      | Auslieferung vsl. ab April 2025; + 14 Optionen; Ersatz für 737-800                                   | - offen -                                             |                    |
| Boeing 767-300ER       | 15     |          | eine inaktiv; 10 mit Winglets ausgestattet                                                           | 202 (-/35/-/167) 270 (-/-/10/260)                     | 18,7 Jahre         |
| Boeing 767-300ERF      | 06     |          | Frachtflugzeuge; eine mit Winglets ausgestattet                                                      | –                                                     | 18,7 Jahre         |
| Boeing 777-200         | 02     |          | | 405 (-/-/21/384)                                      | 15,7 Jahre         |
| Boeing 777-200ER       | 08     |          | | 405 (-/-/21/384)                                      | 15,7 Jahre         |
| Boeing 777-300         | 05     |          | | 514 (-/-/21/493)                                      | 26,7 Jahre         |
| Boeing 777-300ER       | 13     |          | die Sitzplatzkonfiguration mit 212 Sitzen ist die weltweit niedrigste einer kommerziellen Boeing 777 | 212 (8/68/24/112) 212 (8/64/24/116) 250 (8/52/24/166) | 9,5 Jahre          |
| Boeing 777F            | 02     |          | Frachtflugzeuge                                                                                      | –                                                     | 6,0 Jahre          |
| Boeing 777-8F          |        | 02       | Umgewandelt aus 777-9 Bestellung                                                                     | –                                                     |                    |
| Boeing 777-9           |        | 018      | Auslieferung frühestens ab 2025                                                                      | - offen -                                             |                    |
| Boeing 787-8           | 34     |          | drei inaktiv; ANA ist Erstkunde der 787-8 und betreibt die weltweit größte Boeing 787-8-Flotte       | 169 (-/46/21/102) 240 (-/42/-/198) 244 (-/12/-/232)   | 11,7 Jahre         |
| Boeing 787-9           | 44     | 027      | drei inaktiv                                                                                         | 395 (-/-/18/377) 215 (-/48/21/146) 246 (-/40/14/192)  | 7,3 Jahre          |
| Boeing 787-10          | 08     | 06       | erste Auslieferung am 30. März 2019                                                                  | 294(-/38/21/235)                                      | 2,5 Jahre          |
| De Havilland DHC-8-400 | 24     | 07       | Von ANA Wings betrieben; Auslieferung ab 2025                                                        | 74 (-/-/-/74)                                         | 16,3 Jahre         |
| Embraer E190-E2        |        | 015      | + 5 Optionen; Auslieferung ab 2028                                                                   | - offen -                                             |                    |
| Gesamt                 | 240    | 127      | |                                                       | 11,1 Jahre         |

Weitere Flugzeugtypen der All Nippon Airways
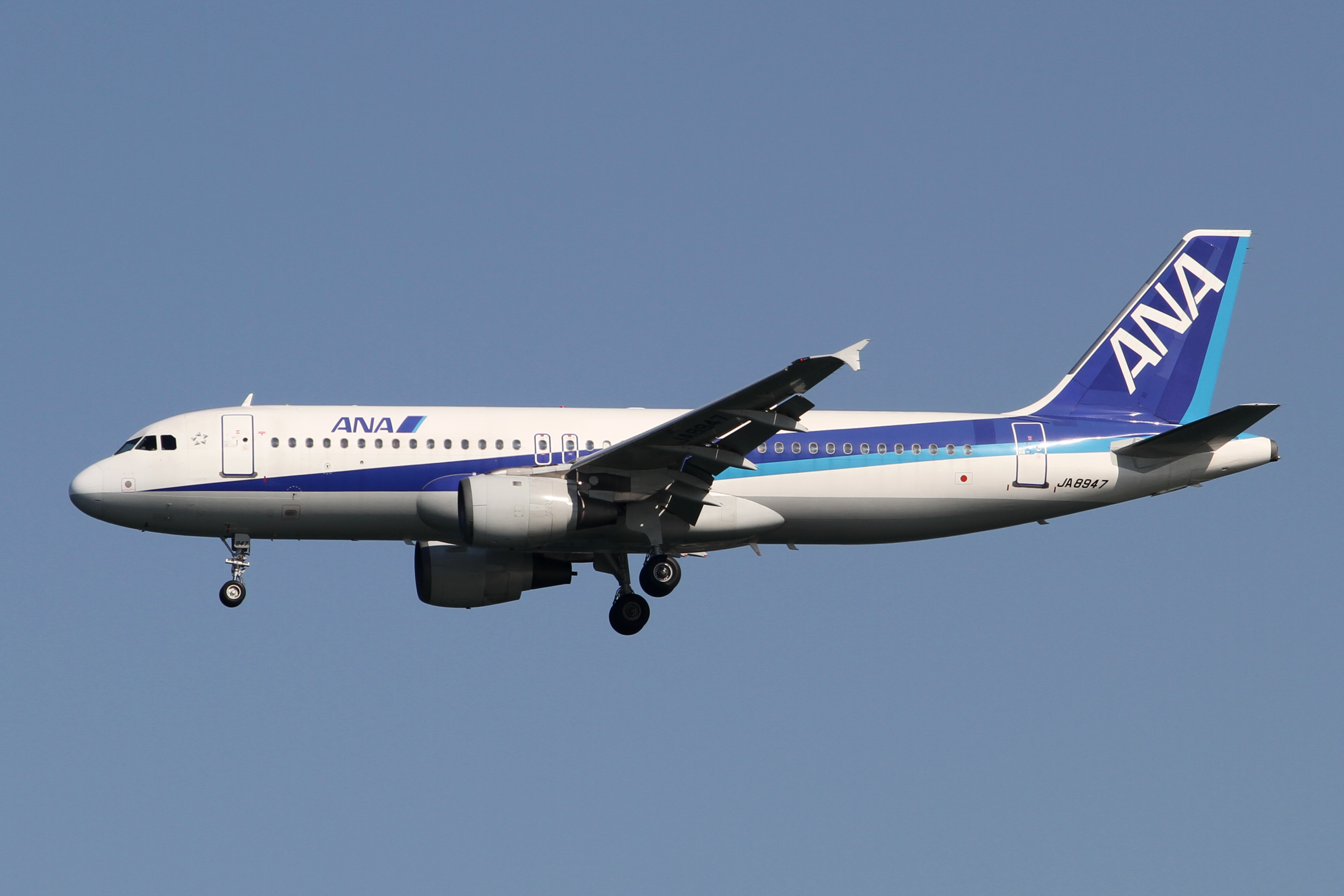
Airbus A320-200
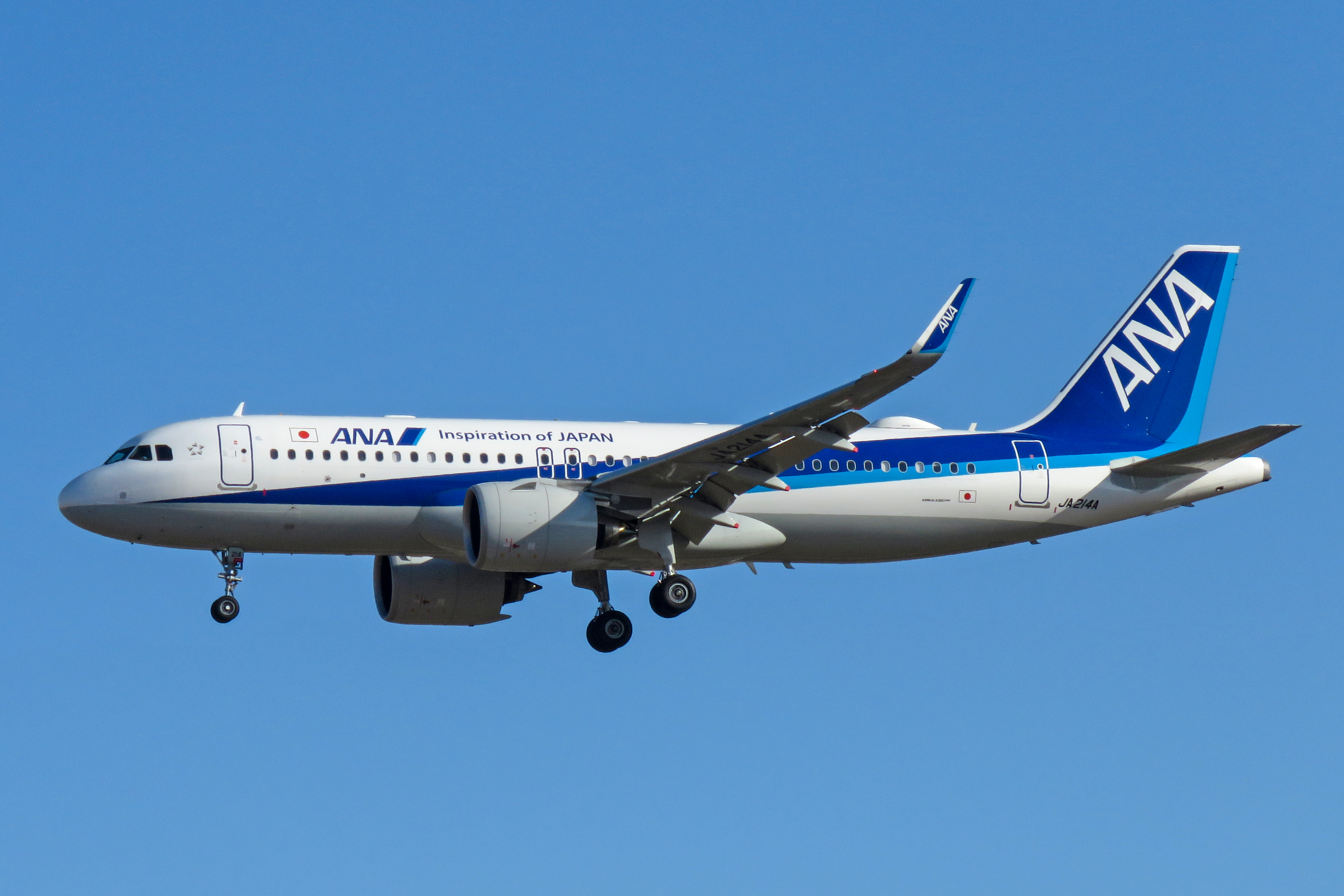
Airbus A320neo
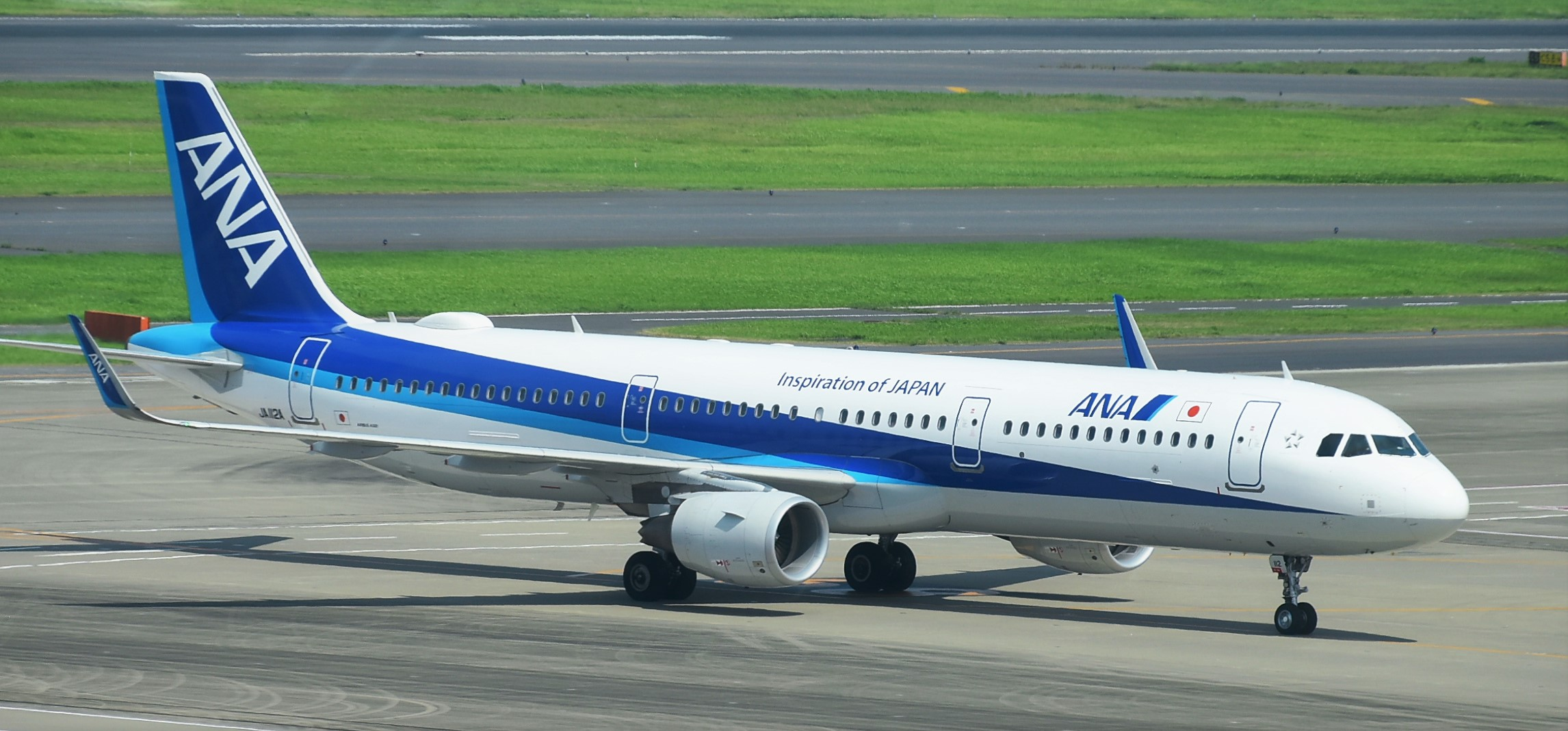
Airbus A321-200
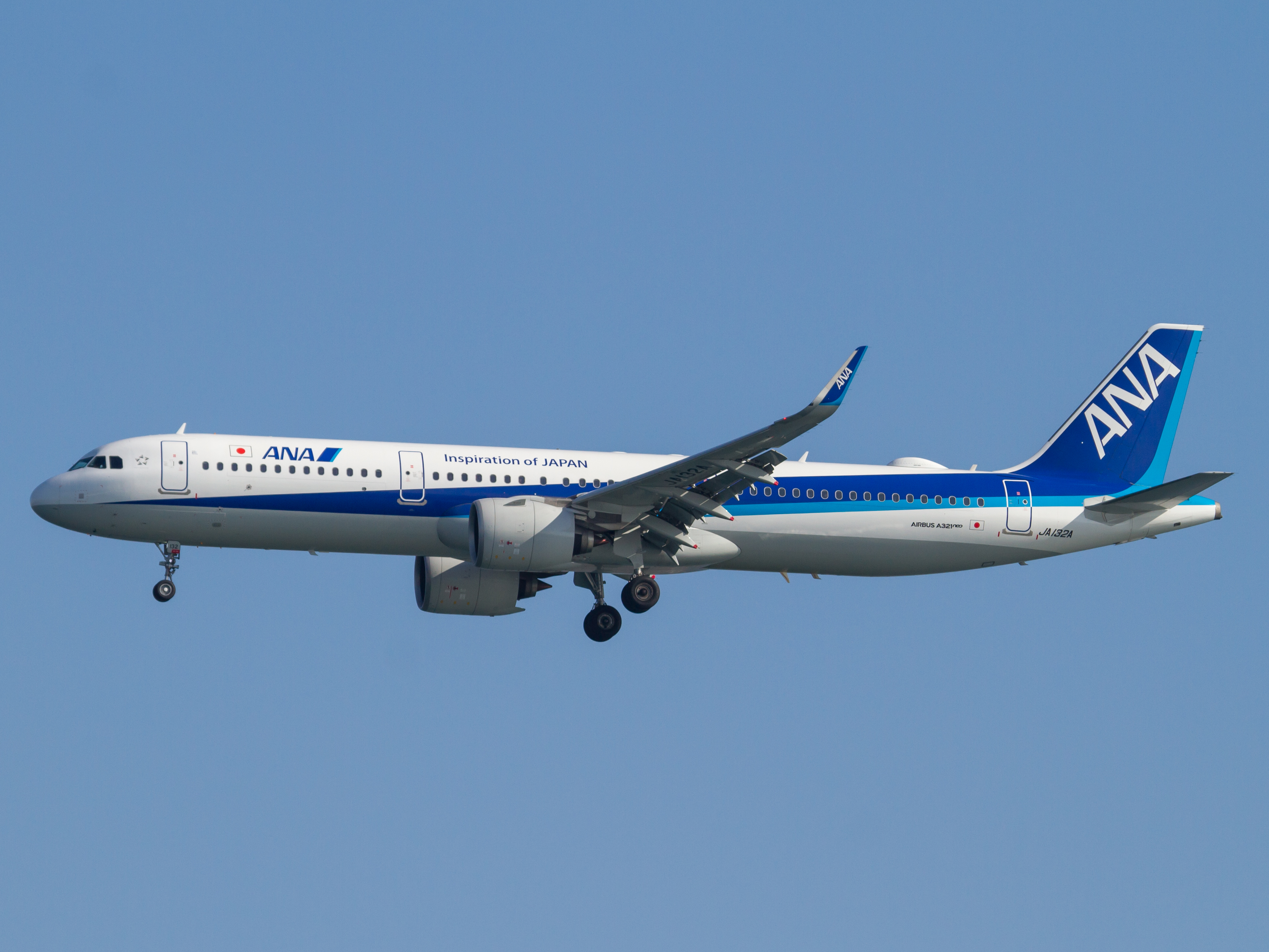
Airbus A321neo
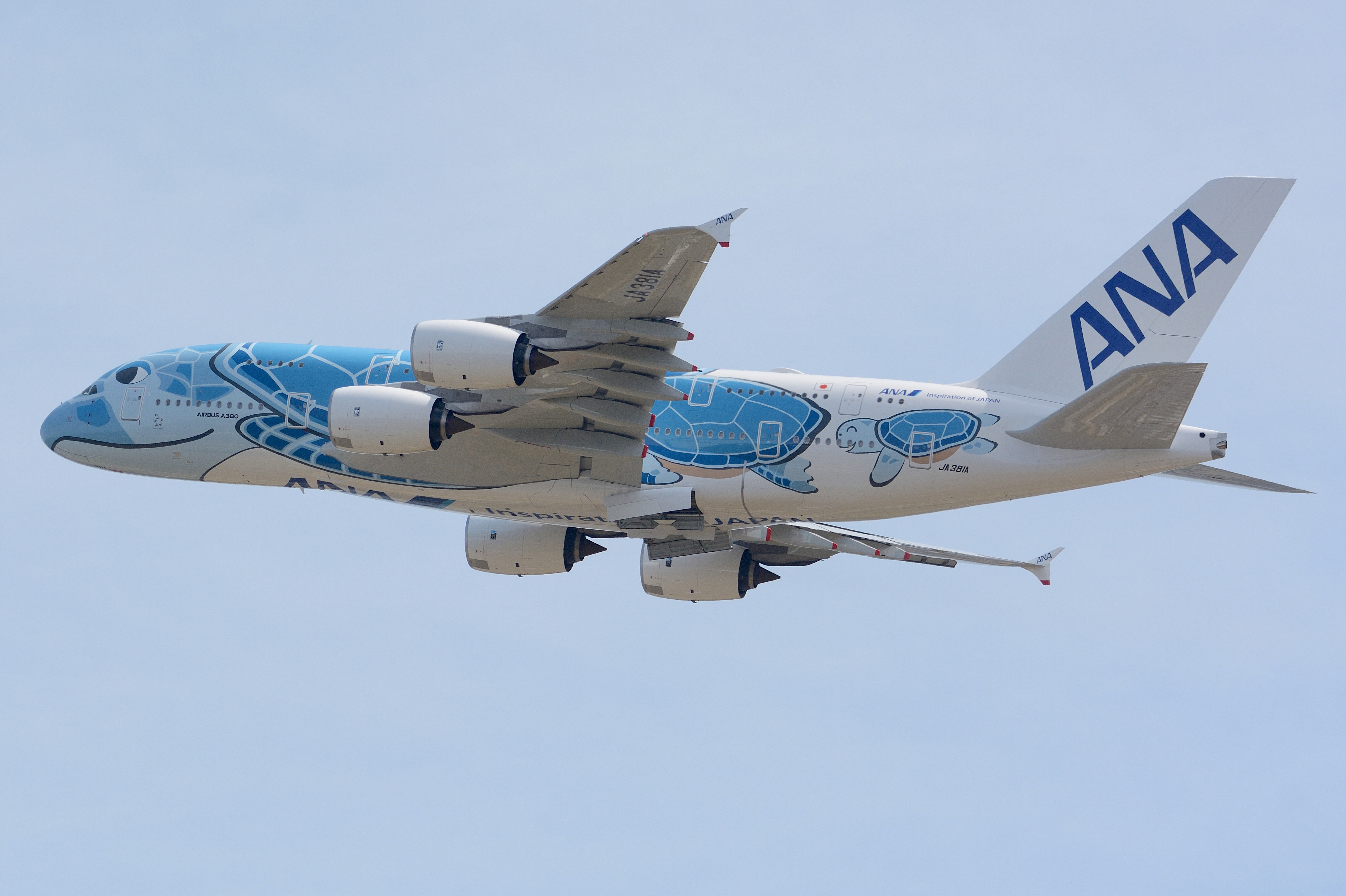
Airbus A380-800
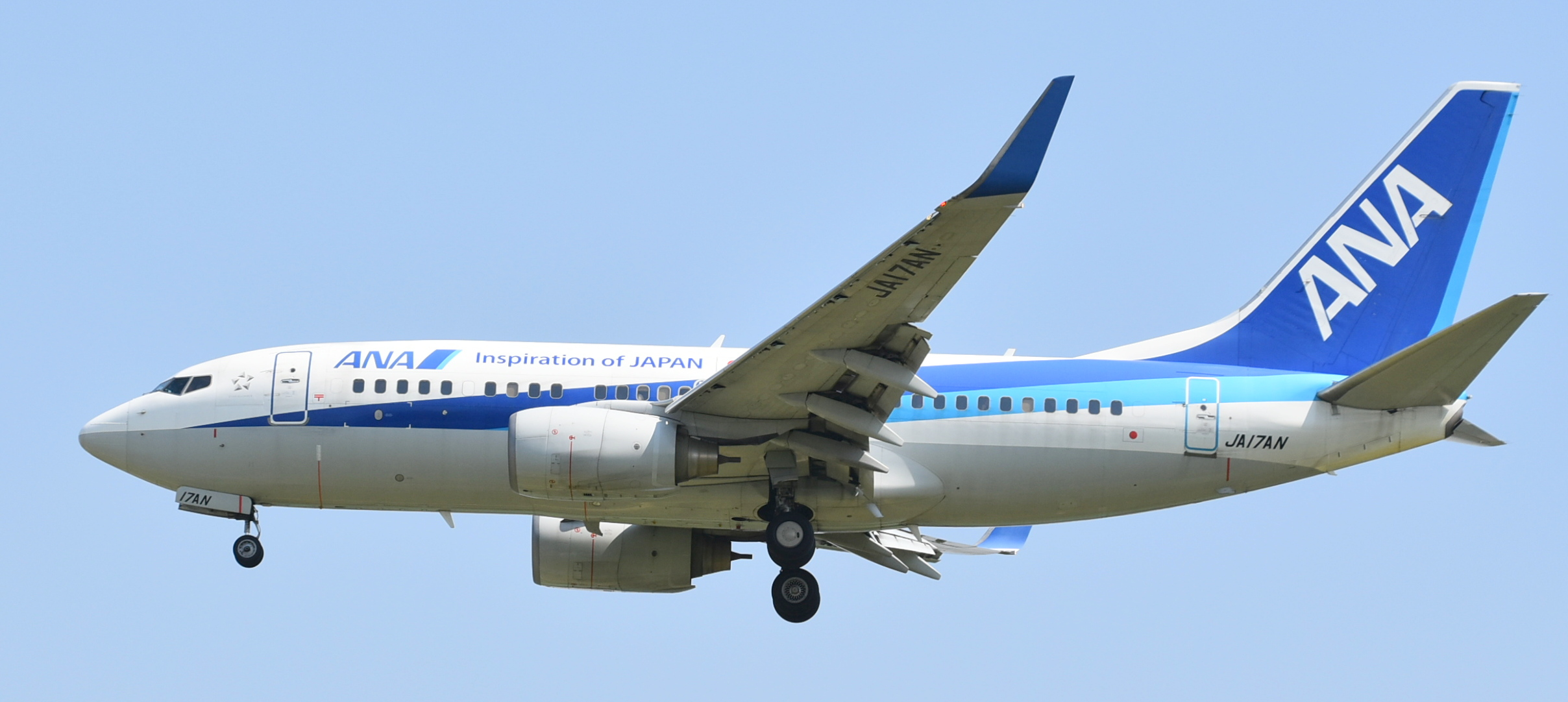
Boeing 737-700
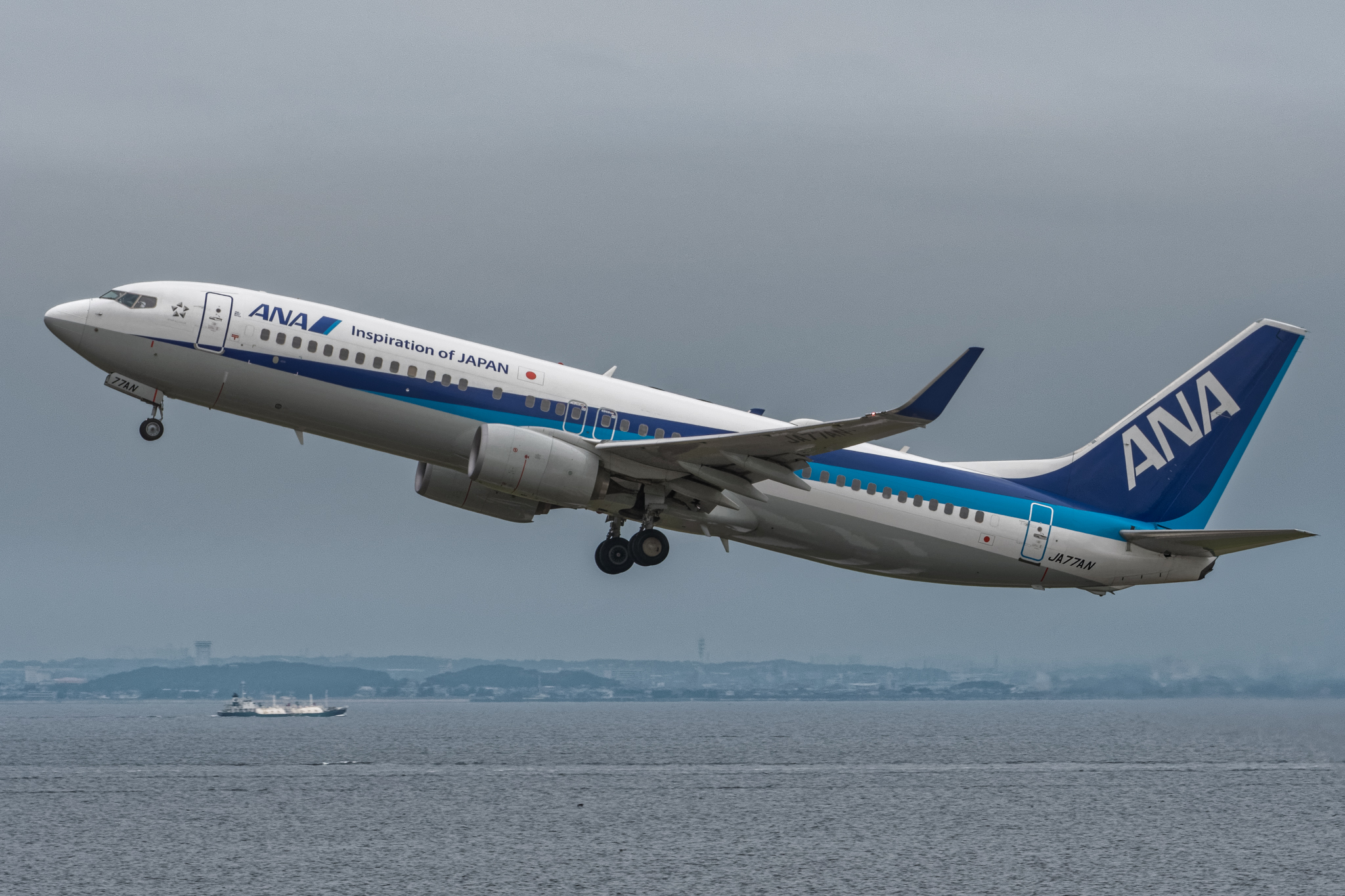
Boeing 737-800
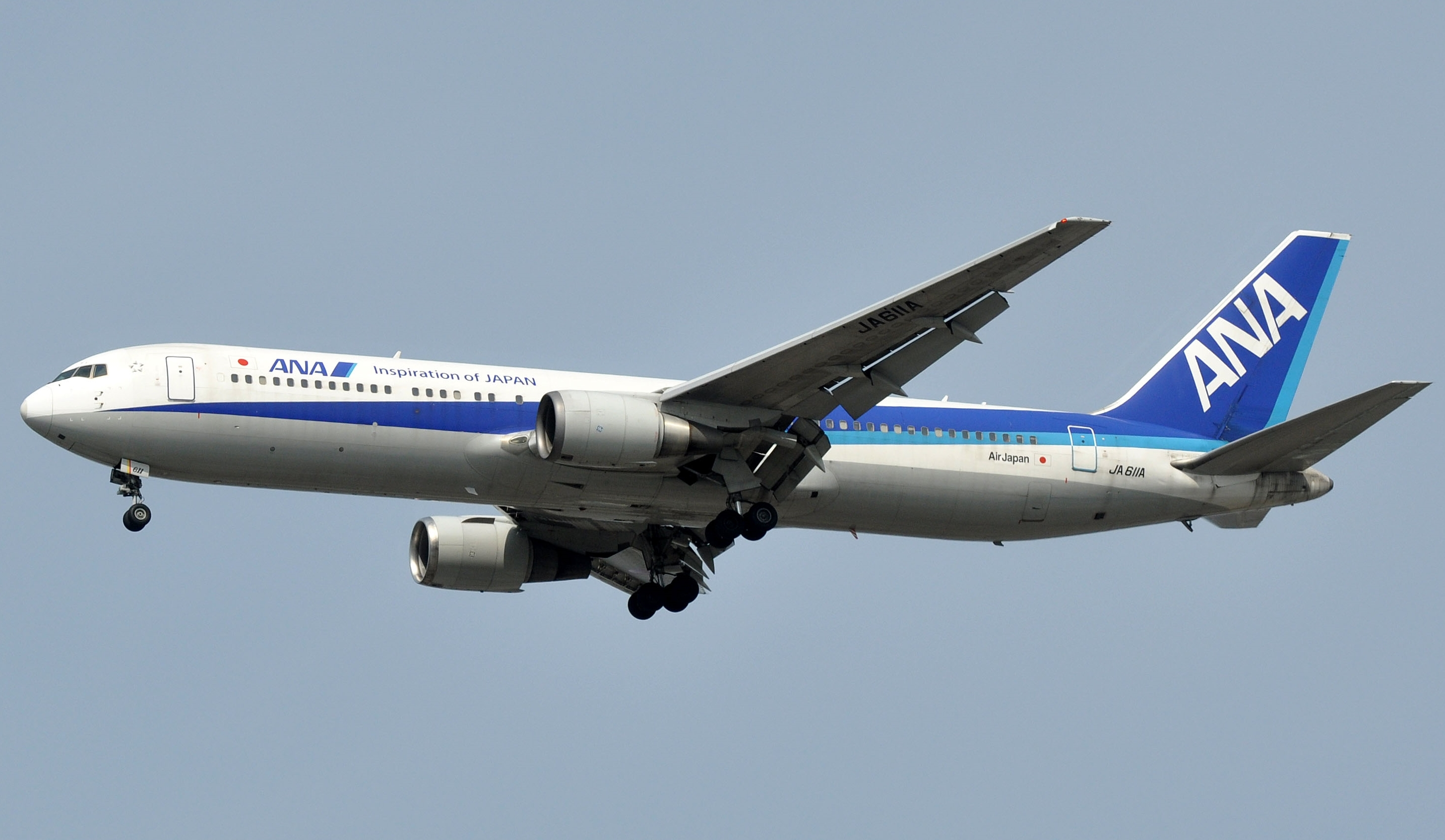
Boeing 767-300ER
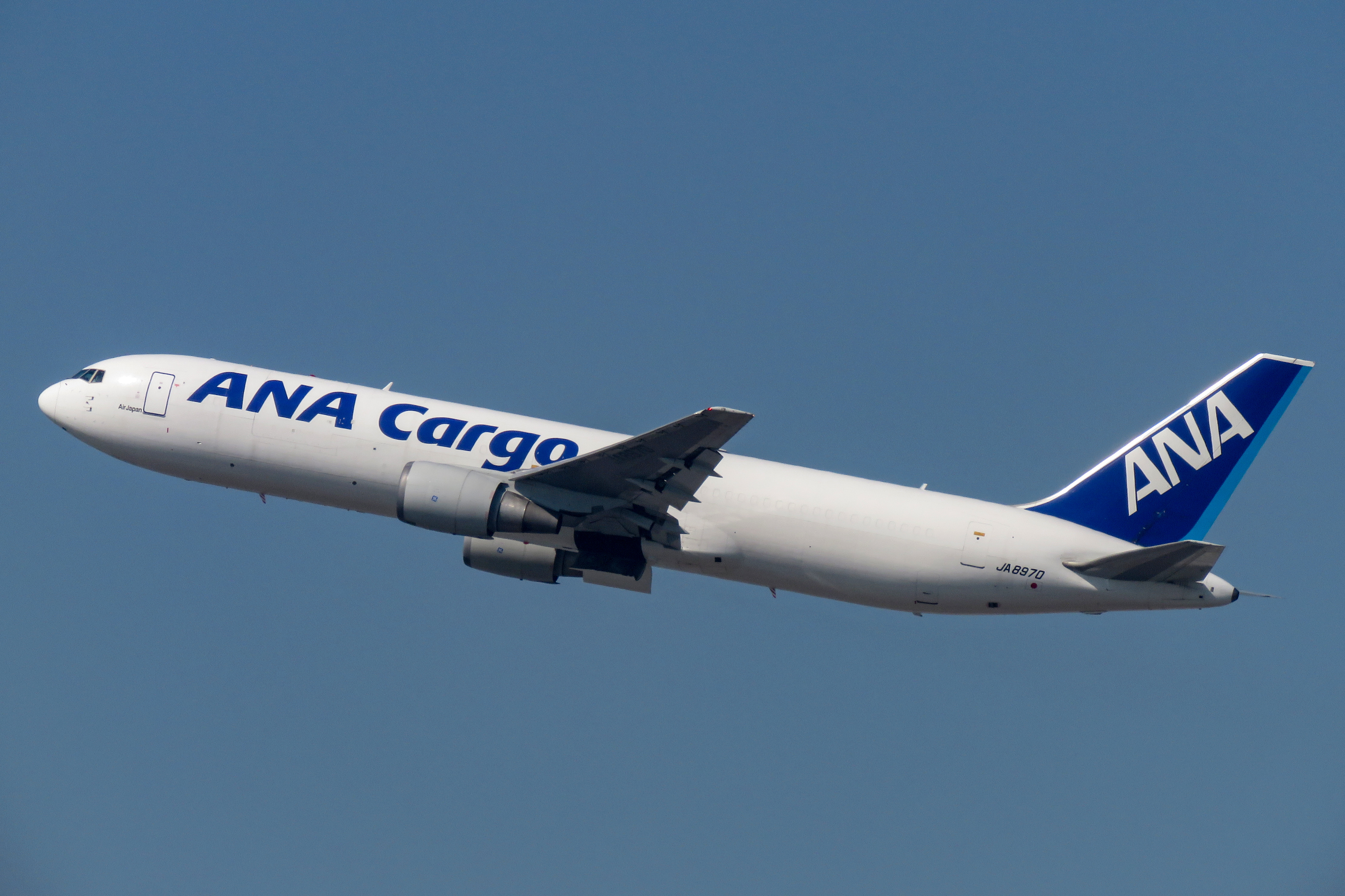
Boeing 767-300ERF
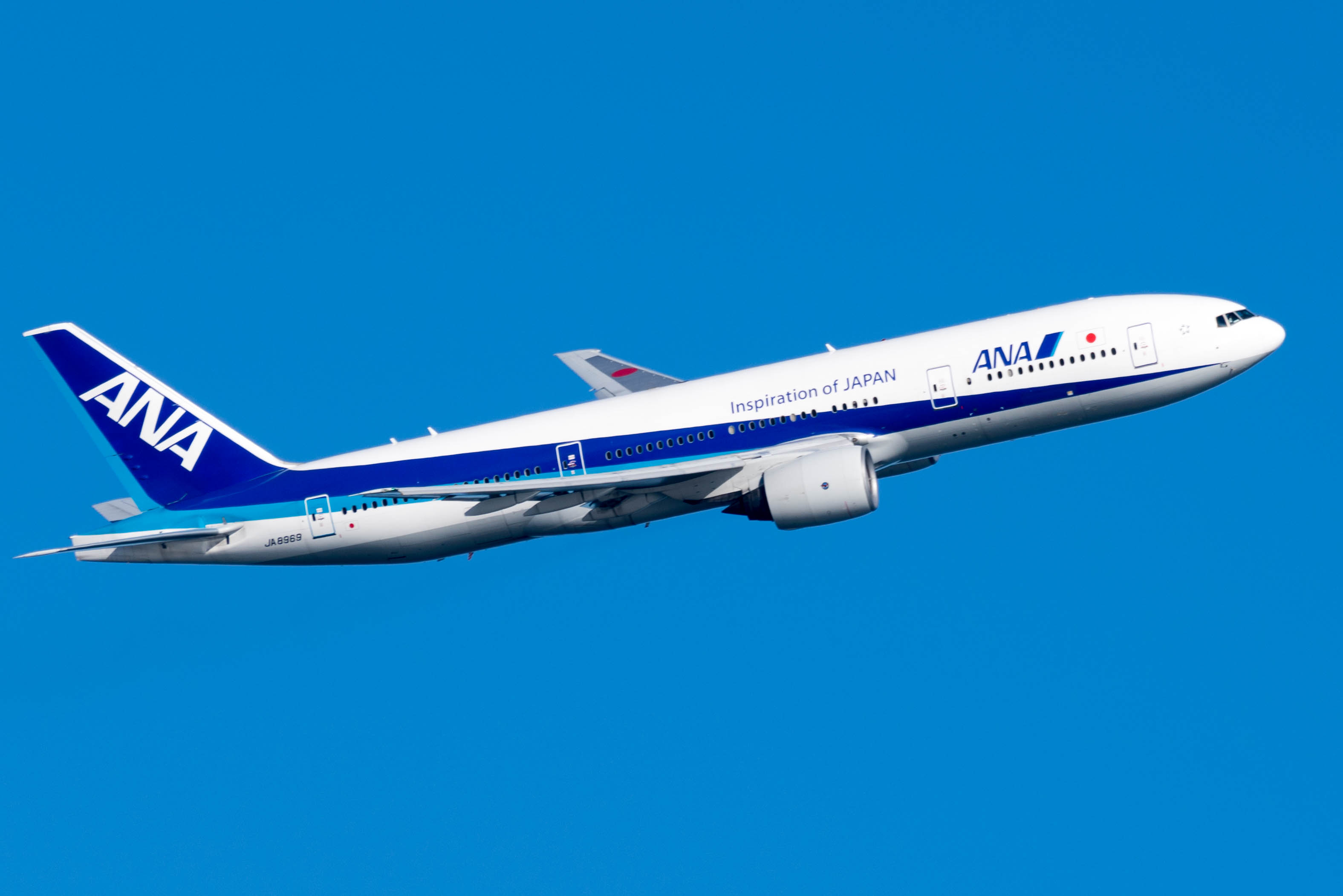
Boeing 777-200

### Ehemalige Flugzeugtypen
| Flugzeugtyp               | Anzahl | Einführung | Ausmusterung | Anmerkungen                                   | Bild |
| ------------------------- | ------ | ---------- | ------------ | --------------------------------------------- | ---- |
| Airbus A320-200           | 36     | 1991       | 2021         |                                               |      |
| Airbus A321-100           | 07     | 1998       | 2008         |                                               |      |
| Bell 47                   | 30     | 1953       | 1978         | erstes Fluggerät der ANA                      |      |
| Boeing 727-100            | 09     | 1964       | 1974         | erstes Düsenflugzeug der ANA                  |      |
| Boeing 727-200            | 27     | 1969       | 1990         |                                               |      |
| Boeing 737-200            | 22     | 1969       | 1992         |                                               |      |
| Boeing 737-700/ER         | 18     | 2006       | 2021         |                                               |      |
| Boeing 747-100SR          | 17     | 1979       | 2006         |                                               |      |
| Boeing 747-200B           | 05     | 1986       | 2005         |                                               |      |
| Boeing 747-400            | 23     | 1990       | 2014         | davon 11 in der Kurzstreckenvariante 747-400D |      |
| Boeing 767-200            | 25     | 1983       | 2004         |                                               |      |
| Convair CV-440            | 04     | 1959       | 1964         |                                               |      |
| De Havilland DH.104 Dove  | 05     | 1953       | 1962         | erstes Flugzeug der ANA                       |      |
| De Havilland DH.114 Heron | 07     | 1954       | 1961         |                                               |      |
| Douglas DC-3              | 18     | 1955       | 1964         |                                               |      |
| Fokker F-27               | 25     | 1961       | 1973         |                                               |      |
| Handley Page Marathon     | 02     | 1954       | 1960         |                                               |      |
| Lockheed L-1011 TriStar   | 21     | 1974       | 1995         | erstes Großraumflugzeug der ANA               |      |
| NAMC YS-11                | 10     | 1965       | 1991         |                                               |      |
| Vickers Viscount          | 11     | 1961       | 1969         |                                               |      |

### Tochtergesellschaften

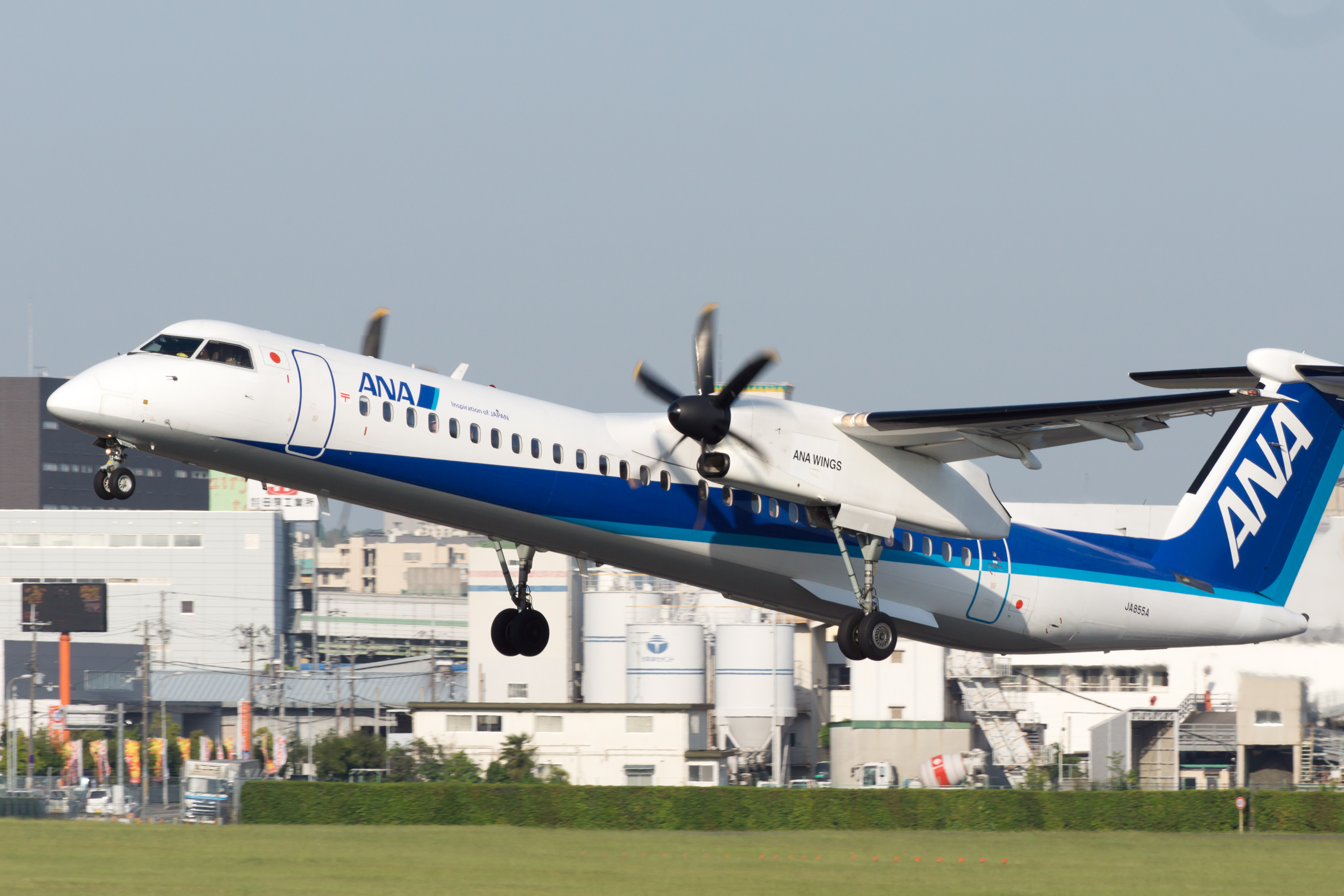
De Havilland DHC-8-400 der ANA Wings

All Nippon Airways besitzt drei Tochtergesellschaften:
| Fluggesellschaft | aktiv | bestellt | Aufgabenfeld                        | Flugzeugtyp                    | Durchschnittsalter |
| ---------------- | ----- | -------- | ----------------------------------- | ------------------------------ | ------------------ |
| Air Japan        | 0     |          | Fracht- und Charterfluggesellschaft | Boeing 767-300ERF              |                    |
| Peach Aviation   | 33    | 26       | Billigfluggesellschaft              | Airbus A320-200 Airbus A320neo | 4,4 Jahre          |
| ANA Wings        | 24    | 15       | Regionalfluggesellschaft            | De Havilland DHC-8-400         | 12,5 Jahre         |
| Gesamt           | 57    | 41       |                                     |                                |                    |

### Sonderbemalungen
All Nippon Airways ist für ihre zahlreichen Werbe- oder anderweitigen Sonderbemalungen bekannt;
Aktuelle Sonderbemalungen
| Flugzeug         | Luftfahrzeugkennzeichen | Anmerkungen                                                                      | Bild |
| ---------------- | ----------------------- | -------------------------------------------------------------------------------- | --- |
| Airbus A380-800  | JA381A                  | „FLYING HONU Lani“, symbolisiert den Himmel Hawaiis                              | |
| Airbus A380-800  | JA382A                  | „FLYING HONU Kai“, symbolisiert das Meer Hawaiis                                 | |
| Boeing 777-300ER | JA789A                  | „BB-8 ANA JET“                                                                   | |
| Boeing 777-200   | JA743A                  | „C-3PO ANA JET“                                                                  | |
| Boeing 777-200ER | JA741A                  | „HELLO 2020 JET“, anlässlich der Olympischen Sommerspiele 2020 in Tokio          | |
| Boeing 787-9     | JA873A                  | „R2-D2 ANA JET“                                                                  | |
| Boeing 787-9     | JA894A                  | „Pikachu Jet NH“                                                                 | Bild gesucht Die Wikipedia wünscht sich an dieser Stelle ein Bild. Weitere Infos zum Motiv findest du vielleicht auf der Diskussionsseite . Falls du dabei helfen möchtest, erklärt die Anleitung , wie das geht. |
| Boeing 767-300   | JA604A                  | „STAR WARS ANA JET“                                                              | |
| Boeing 737-800   | JA85AN                  | „Tōhoku Flower Jet“, anlässlich des fünften Jahrestages des Tōhoku-Erdbeben 2011 | |
| Boeing 777-300ER | JA731A                  | Star Alliance                                                                    | |
| Boeing 777-200   | JA711A JA712A           | Star Alliance                                                                    | |
| Boeing 767-300ER | JA614A                  | Star Alliance                                                                    | |
| Boeing 737-800   | JA51AN                  | Star Alliance                                                                    | |
| Boeing 767-300ER | JA608A                  | „Demon Slayer: Kimetsu no Yaiba“                                                 | |
| Boeing 767-300ER | JA616A                  | „Demon Slayer: Kimetsu no Yaiba“                                                 | Bild gesucht Die Wikipedia wünscht sich an dieser Stelle ein Bild. Weitere Infos zum Motiv findest du vielleicht auf der Diskussionsseite . Falls du dabei helfen möchtest, erklärt die Anleitung , wie das geht. |
| Boeing 777-200ER | JA745A                  | „Demon Slayer: Kimetsu no Yaiba“                                                 | Bild gesucht Die Wikipedia wünscht sich an dieser Stelle ein Bild. Weitere Infos zum Motiv findest du vielleicht auf der Diskussionsseite . Falls du dabei helfen möchtest, erklärt die Anleitung , wie das geht. |
| Boeing 787-8     | JA874A                  | „ANA Future Promise“                                                             | |
| Boeing 787-9     | JA871A                  | „ANA Future Promise“                                                             | |

Ehemalige Sonderbemalungen (Auswahl)
| Flugzeug         | Luftfahrzeugkennzeichen | Anmerkungen                                                                             | Bild |
| ---------------- | ----------------------- | --------------------------------------------------------------------------------------- | ---- |
| Boeing 747-400D  | JA8963                  | „Marine Jumbo“, wurde in einem Wettbewerb ausgewählt                                    |      |
| Boeing 767-300   | JA8579                  | „Marine Jumbo Junior“, Boeing 767-Version des „Marine Jumbos“                           |      |
| Boeing 747-400D  | JA8965                  | „Pokémon Jet“                                                                           |      |
| Boeing 747-400   | JA8962                  | „Pokémon Jet International“                                                             |      |
| Boeing 747-400D  | JA8964                  | „Pokémon Jet 1999“                                                                      |      |
| Boeing 767-300   | JA8288                  | Boeing 767-Version des „Pokémon Jet 1999“                                               |      |
| Boeing 747-400D  | JA8957                  | „Pikachu Jumbo“                                                                         |      |
| Boeing 747-400D  | JA8956                  | „Flower Jumbo“                                                                          |      |
| Boeing 777-300   | JA754A                  | „Peace Jet“, letzte Version der Pokémon-Reihe                                           |      |
| Boeing 777-300   | JA751A JA752A           | Die ersten beiden Boeing 777-300 der ANA trugen diese Bemalung                          |      |
| Boeing 767-300   | JA8375                  | „Universal Studios Japan – Woody Woodpecker“                                            |      |
| Boeing 767-300   | JA8290                  | Star Alliance                                                                           |      |
| Boeing 787-8     | JA801A JA802A           | Die ersten beiden Boeing 787 für ANA trugen in ihren ersten sechs Jahren diese Bemalung |      |
| Airbus A321-100  | JA101A JA102A           | Die ersten beiden Airbus A321-100 für ANA trugen diese Bemalung                         |      |
| Boeing 737-400   | JA391K                  | „Island Dolphin“, betrieben durch Air Nippon                                            |      |
| Boeing 767-300   | JA8674                  | „Yume Jet“, wurde in einem Wettbewerb zum 60. Firmenjubiläum ausgewählt                 |      |
| Boeing 767-300   | JA606A                  | „Fly! Panda“, zum 20. Jubiläum der Flüge zwischen Japan und China                       |      |
| Boeing 767-300   | JA602A                  | „Mohican Jet“, Retro-Bemalung                                                           |      |
| Boeing 737-800   | JA01AN JA02AN           | „Gold Jet“, reine Business Class-Bestuhlung, betrieben durch Air Nippon                 |      |
| Boeing 737-700ER | JA10AN JA13AN           | „ANA Business Jet“, reine Business Class-Bestuhlung                                     |      |

## Basisdaten

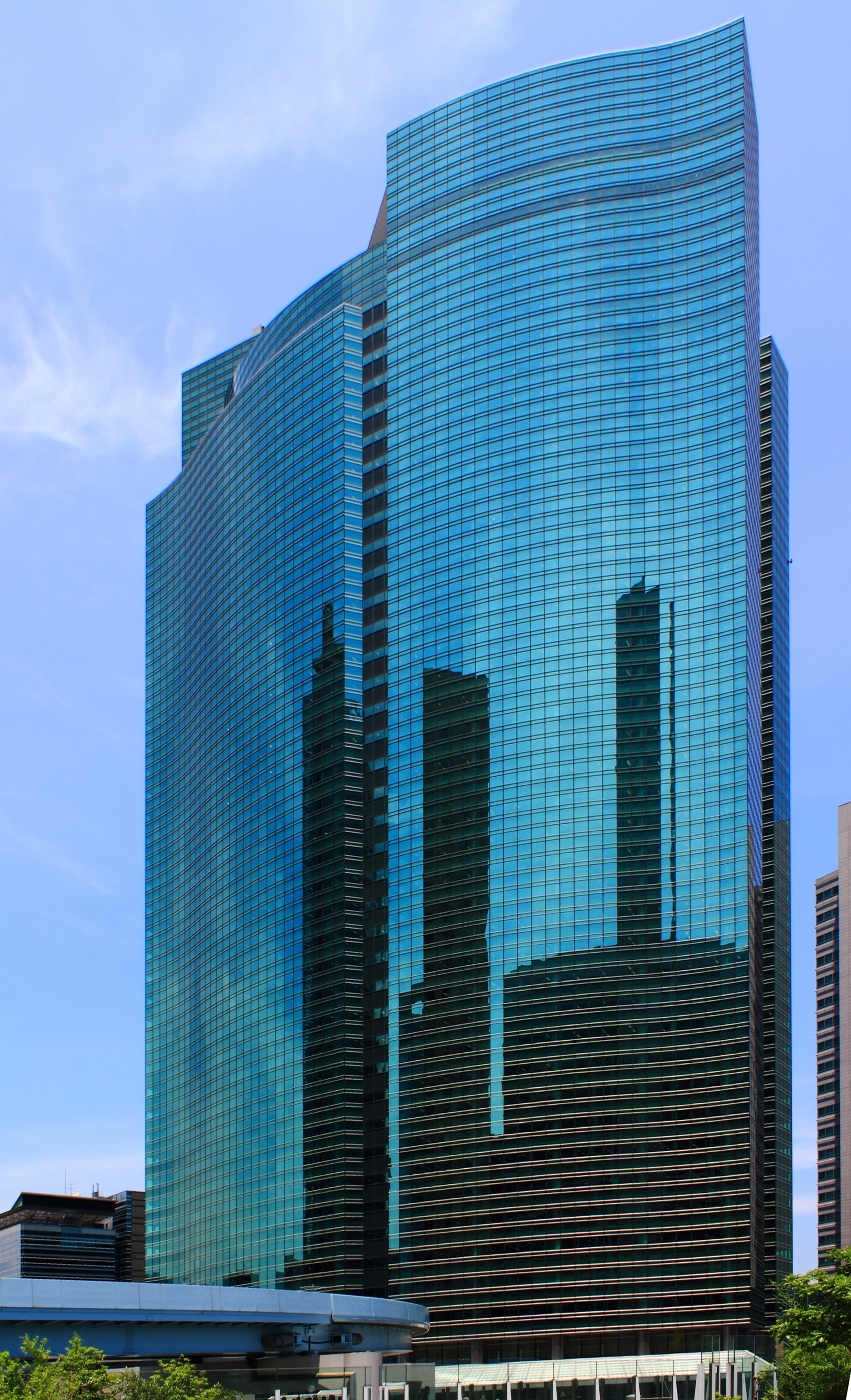
Hauptsitz der ANA im Shiodome City Center in Tokio

Alle Angaben beziehen sich auf das jeweilige Geschäftsjahr.

### Beförderte Passagiere
- 2004: 48,085 Mio.
- 2005: 48,602 Mio.
- 2006: 49,609 Mio.
- 2007: 51,023 Mio.
- 2008: 50,384 Mio.
- 2009: 47,185 Mio.
- 2010: 44,560 Mio.
- 2011: 45,760 Mio.
- 2012: 44,903 Mio.
- 2013: 47,365 Mio.
- 2014: 49,004 Mio.
- 2015: 50,441 Mio.
- 2016: 50,831 Mio.
- 2017: 52,095 Mio
- 2018: 53,890 Mio.
- 2019: 54,418 Mio.

### Beförderte Fracht
- 2004: 634.882 Tonnen
- 2005: 656.814 Tonnen
- 2006: 689.485 Tonnen
- 2007: 736.485 Tonnen
- 2008: 795.076 Tonnen
- 2009: 811.265 Tonnen
- 2010: 881.181 Tonnen
- 2011: 1.011.051 Tonnen
- 2012: 1.038.068 Tonnen
- 2013: 1.084.951 Tonnen
- 2014: 1.187.691 Tonnen
- 2015: 1.317.227 Tonnen
- 2016: 1.277.607 Tonnen
- 2017: 1.405.293 Tonnen
- 2018: 1.431.383 Tonnen
- 2019: 1.307.688 Tonnen

### Mitarbeiter
- 2004: 28.870
- 2005: 29.098
- 2006: 30.322
- 2007: 32.460
- 2008: 31.345
- 2009: 33.045
- 2010: 32.578
- 2011: 32.731
- 2012: 32.884
- 2013: 32.634
- 2014: 33.719
- 2015: 34.919
- 2016: 36.273
- 2017: 39.243
- 2018: 41.930
- 2019: 43.466

## Service

### Inspiration of Japan

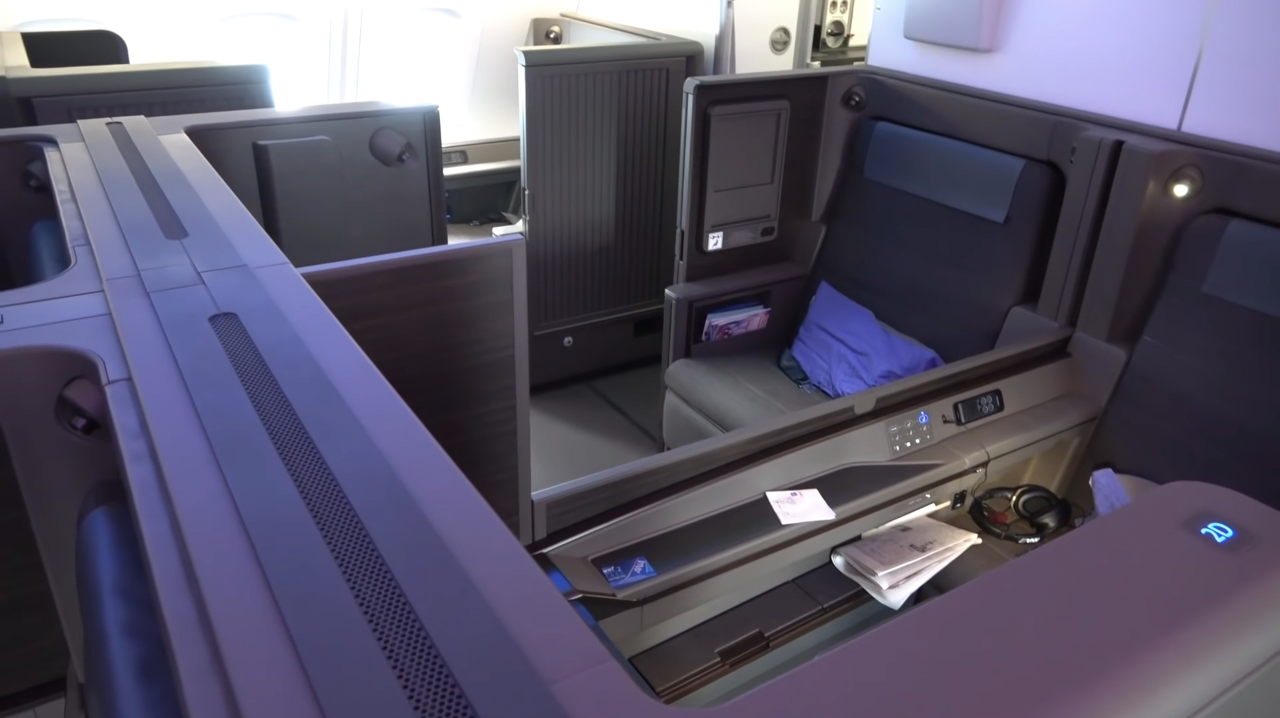
First Class der ANA im Airbus A380

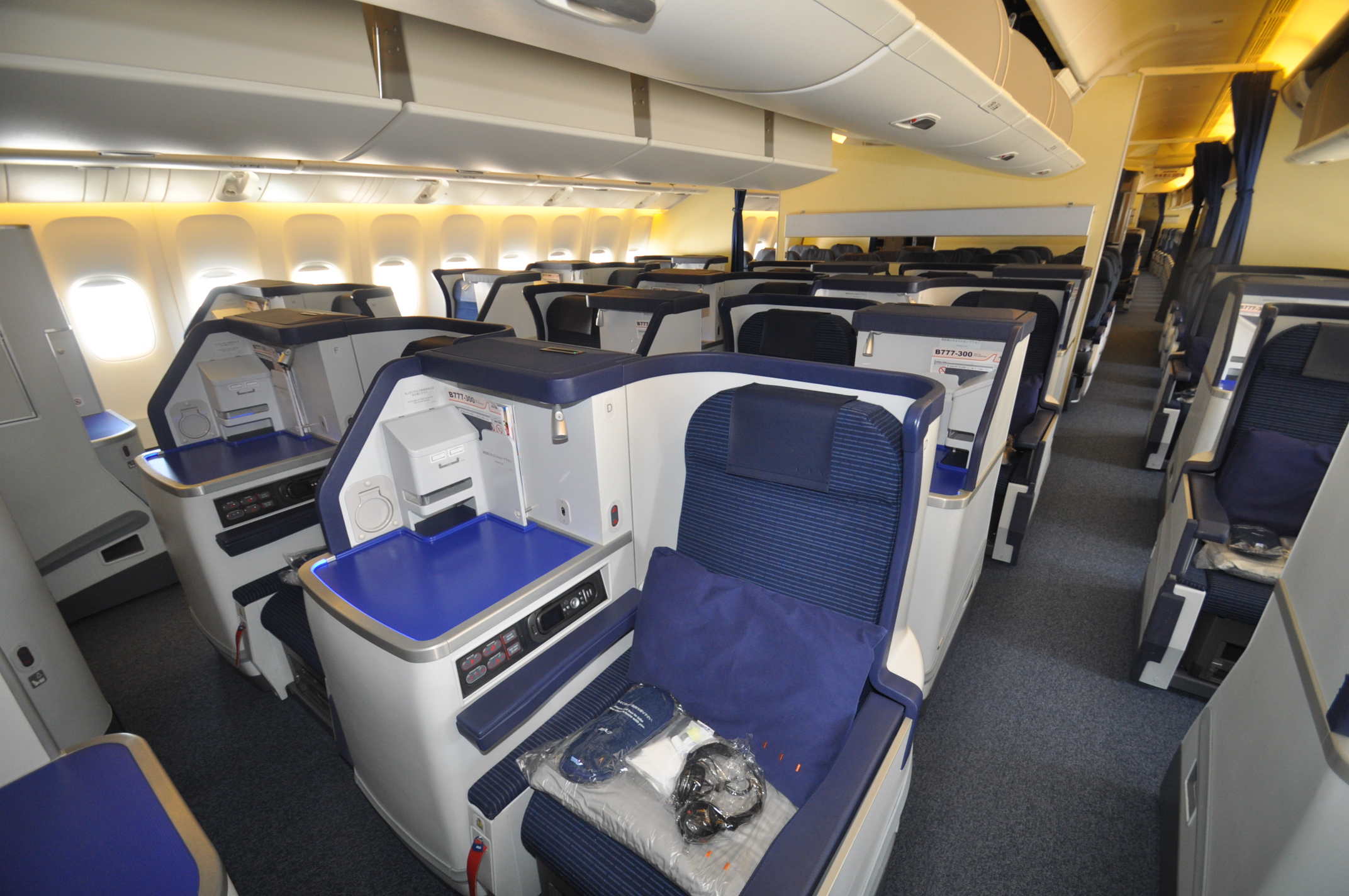
Business Class der ANA in der Boeing 777-300ER

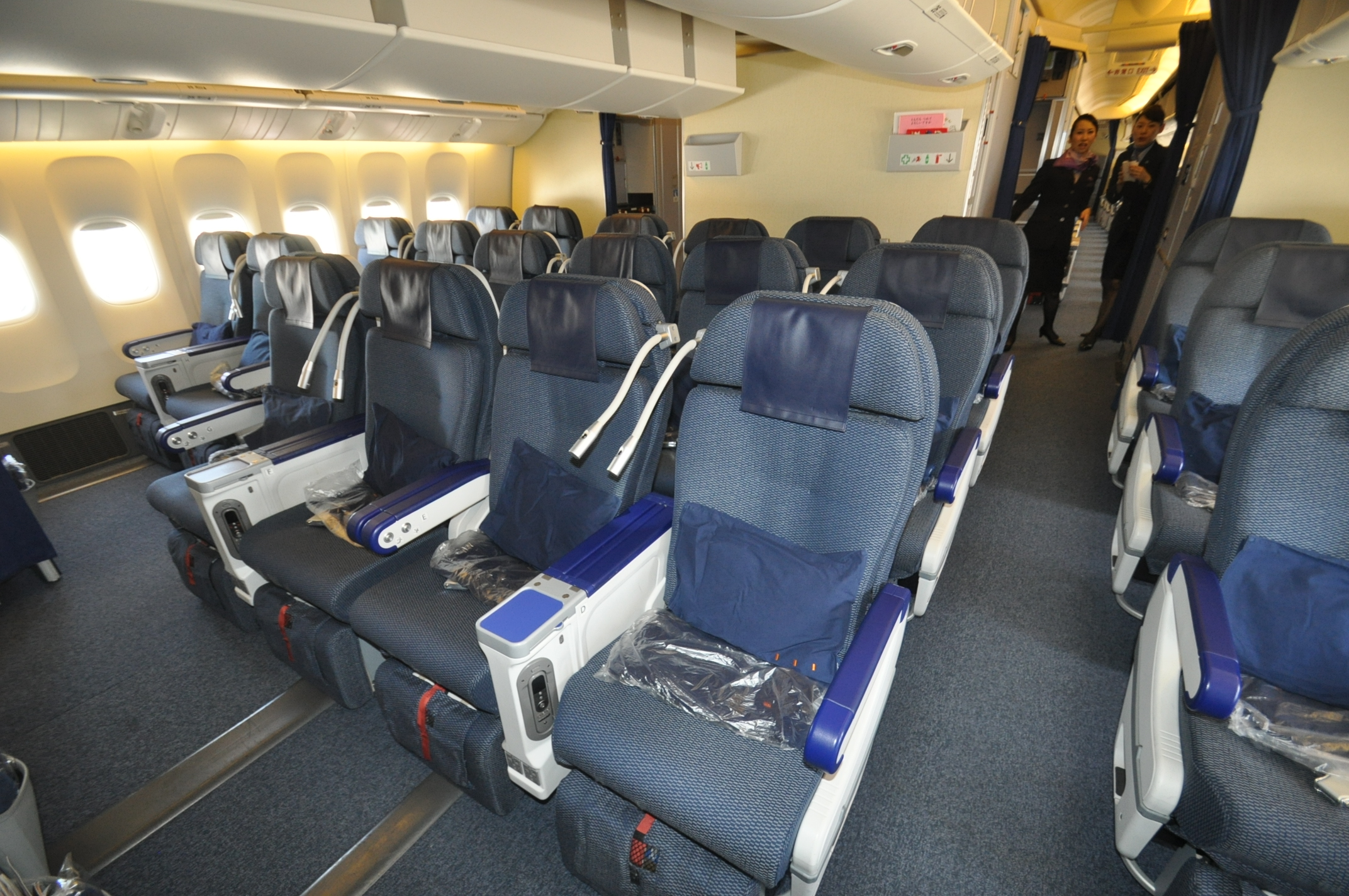
Premium Economy Class der ANA in der Boeing 777-300ER

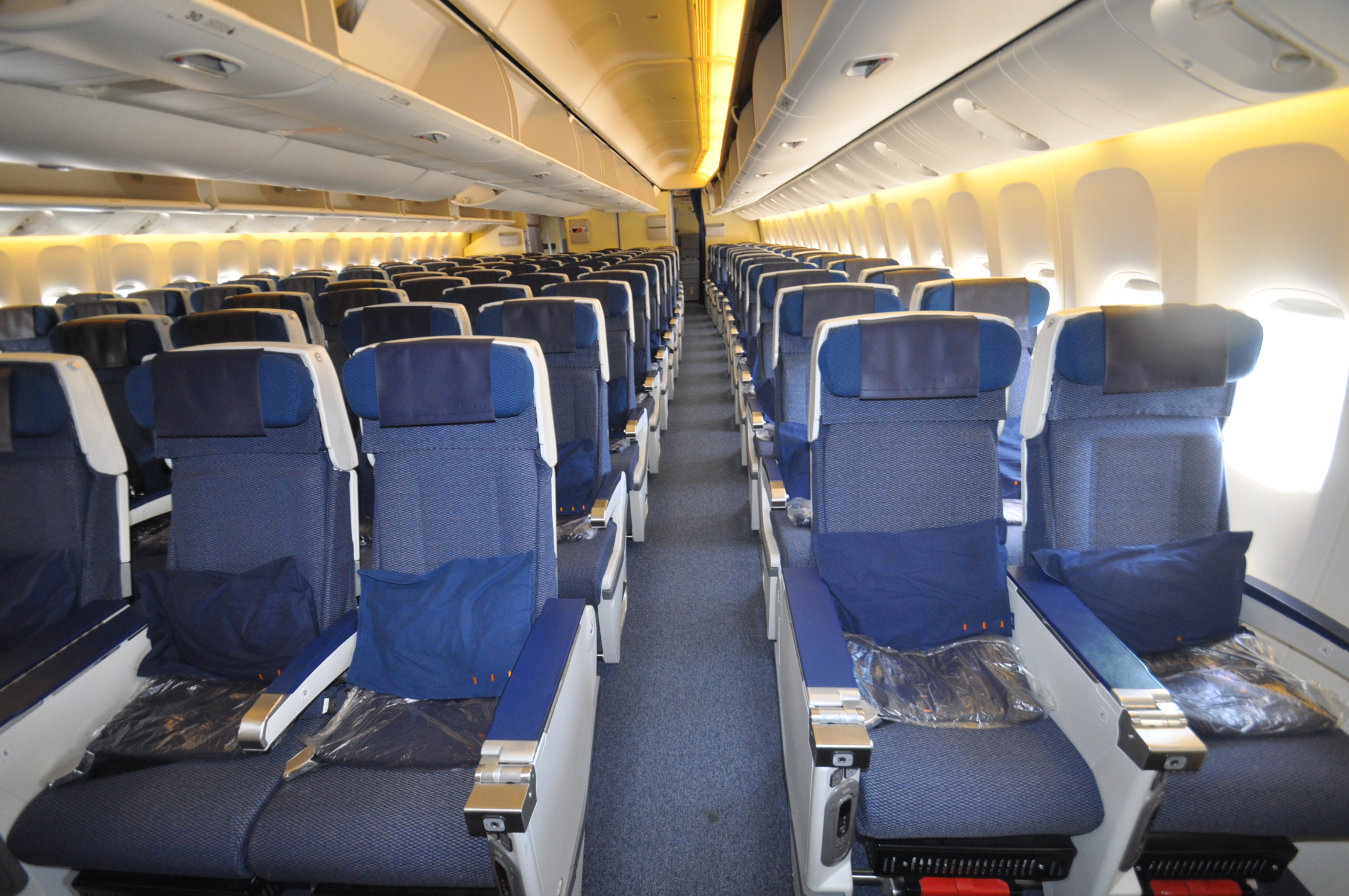
Economy Class der ANA in der Boeing 777-300ER

2009 führte ANA das Konzept „Inspiration of Japan“ ein. Es beinhaltet u. a. Business-Class-Sitze, die sich in vollständig flache Betten umwandeln lassen, fast vollständig geschlossene First-Class-„Suites“ und Economy Class-Sitze mit einem AVOD-In-flight Entertainment-System. ANA eröffnete zudem zusätzliche Flughafenlounges am Flughafen Tokio-Narita und ein neues Check-In-Verfahren.
Mit der Einführung des neuen Konzepts beendete ANA auch die Nutzung des Namens „Club ANA“, der für die internationale Business Class und die Flughafenlounges verwendet worden war.
Mit der „Inspiration-of-Japan“-Kabine sind die Boeing 777-300ER, Boeing 767-300ER und Boeing 787 ausgestattet.
Seit Februar 2010 bietet ANA auf internationalen Flügen Frauentoiletten an. Außerdem sind die Boeing 787 der ANA mit Dusch-WCs ausgestattet.
Seit August 2019 sind ausgewählte Boeing 777-300ER mit einer erneuerten Kabine ausgestattet, die u. a. vollständig geschlossene First- und Business-Class-Suites beinhalten.

### Bordmagazin
Das Bordmagazin der ANA heißt „Wingspan“ und ist sowohl an Bord als auch als kostenlose Mobile App für das iPad verfügbar.

## Auszeichnungen (Auswahl)
- 2014:
  - Skytrax-Awards: Beste transpazifische Fluggesellschaft
- 2015:
  - Skytrax-Awards: Bester Service am Flughafen, Bestes Personal in Asien
- 2016:
  - Skytrax-Awards: Fünftbeste Fluggesellschaft, Bester Service am Flughafen, Bestes Personal in Asien
- 2017:
  - Skytrax-Awards: Drittbeste Fluggesellschaft, Bester Service am Flughafen, Bestes Personal in Asien
- 2018:
  - Skytrax-Awards: Drittbeste Fluggesellschaft, Bestes Personal in Asien, Sauberste Flugzeugkabinen[38]
  - Air Transport Awards: Airline of the Year 2018[39]
- 2019:
  - Skytrax-Awards: Drittbeste Fluggesellschaft, Bester Service am Flughafen, Bestes Business-Class-Catering[40]

Darüber hinaus erhält ANA seit 2013 jährlich durch Skytrax die höchste Auszeichnung als „5-Star Airline“ und erreicht dadurch einen Status, den weltweit nur zehn (Stand: 2018) Fluggesellschaften für sich beanspruchen können.

## Zwischenfälle
- Am 12. August 1958 fiel an einer Douglas DC-3/C-53-DO der All Nippon Airways (Luftfahrzeugkennzeichen JA5045) im Reiseflug das Triebwerk Nr. 1 (links) aus, woraufhin die Maschine 17 Kilometer nordnordwestlich der Insel Toshima (Japan) ins Meer stürzte. Alle 33 Insassen, drei Besatzungsmitglieder und 30 Passagiere, kamen ums Leben.[42]

- Im Jahr 1958 brachte Akira Emoto im Rahmen seines Suizidvorhabens in einer Douglas DC-3 Dynamit an. Emoto tötete sich durch einen Sprung aus dem Flugzeug, während an den Bomben jedoch die Zündung versagte.[43]

- Am 16. März 1960 ging eine Douglas DC-3 (JA5018) abhanden.[44]

- Am 12. Juni 1961 brach das rechte Hauptfahrwerk einer Vickers Viscount 744 der All Nippon Airways (G-APKJ) bei einer sehr harten Landung auf dem Flughafen Osaka-Itami. Die Maschine wurde zum wirtschaftlichen Totalschaden. Alle 49 Insassen, fünf Besatzungsmitglieder und 44 Passagiere, überlebten.[45]

- Am 19. November 1962 stürzte eine Vickers Viscount 828 (JA8202) auf einem Trainingsflug in Nagoya ab. Als ein Steilkreis mit niedriger Geschwindigkeit geflogen wurde, trudelte die Maschine zu Boden. Alle vier Besatzungsmitglieder wurden dabei getötet.[46]

- Am 4. Februar 1966 wurde eine Boeing 727-81 der All Nippon Airways (JA8302) auf dem Flug von Sapporo-Chitose 12 Kilometer vor dem Zielflughafen Tokio-Haneda ins Wasser geflogen. Alle 133 Insassen wurden bei diesem CFIT (Controlled flight into terrain) während eines Sichtanfluges getötet (siehe auch All-Nippon-Airways-Flug 60).[47]

- Am 13. November 1966 stürzte eine NAMC YS-11 auf dem Flughafen Matsuyama ab. Alle 50 an Bord befindliche Personen wurden getötet (siehe auch All-Nippon-Airways-Flug 533).[48]

- Am 30. Juli 1971 kollidierte eine Boeing 727  (Luftfahrzeugkennzeichen JA8329) mit einem F-86 Sabre Kampfjet der Luftselbstverteidigungsstreitkräfte. Alle 155 Passagiere und sieben Besatzungsmitglieder wurden getötet, einzig der Pilot des Kampfjets konnte sich über den Schleudersitz retten (siehe auch All-Nippon-Airways-Flug 58).[49]

- Am 23. Juli 1999 entführte ein Mann eine Boeing 747 (Luftfahrzeugkennzeichen JA8966) und tötete den Flugkapitän. Er wurde von anderen Besatzungsmitgliedern überwältigt, es wurden keine Passagiere oder andere Besatzungsmitglieder getötet oder verletzt (siehe auch All-Nippon-Airways-Flug 61).[50]

- Am 26. Juni 2002 führte eine Boeing 767-200 auf einem Trainingsflug ohne Passagiere ein Touch-and-Go-Manöver mit simuliertem Triebwerksausfall durch und kam dabei von der Landebahn des Flughafens Shimojishima ab. Die beiden Piloten wurden nicht verletzt; das Flugzeug musste abgeschrieben werden.[51]

- Am 3. August 2008 entstand bei einer Boeing 747-400, die nach einer routinemäßigen Wartung am Flughafen Bangkok-Don Mueang einer Reinigung unterzogen wurde, durch die falsche Handhabung eines brennbaren Reinigungsmittels ein Brand im unteren Rumpfbereich. Bei dem Zwischenfall wurde keine Person verletzt, die Maschine jedoch irreparabel beschädigt.[52]

- Am 16. Januar 2013 musste eine Boeing 787-8 mit dem Luftfahrzeugkennzeichen JA804A wegen Rauchentwicklung in der Kabine notlanden. Daraufhin entschieden sich ANA und Japan Airlines dafür, vorerst alle 787 am Boden zu lassen und zu überprüfen. Kurz darauf erteilen die FAA und die Europäische Agentur für Flugsicherheit ein weltweites Flugverbot für alle Boeing 787. Dieses wurde im April 2013 wieder aufgehoben. Wie sich herausstellte, war ein Defekt in den Batterien für die Rauchentwicklung verantwortlich, woraufhin Boeing ein neues Batteriesystem entwickelte.[53]

## Trivia
- Der ursprüngliche ICAO-Code und der später von ihm abgeleitete IATA-Code der All Nippon Airways lautet NH, was für Nippon Helicopter steht.

- All Nippon Airways war Hauptsponsor der Filmkomödie Happy Flight aus dem Jahr 2010, die von einem ANA-Flug von Tokio nach Hawaii handelt.[54]

- ANA war Hauptsponsor des Doramas Good Luck!! aus dem Jahr 2003 mit Takuya Kimura als Hauptdarsteller, welches fiktiv den Alltag von ANA-Mitarbeitern darstellt.[55]

- ANA war Hauptsponsor des Doramas Miss Pilot von 2013, das Haru Tezuka thematisiert, welche Pilotin bei ANA werden möchte und sich durch die Pilotenausbildung kämpft.[56]

- ANA ist Sponsor mehrerer Sportarten, darunter Golf, (ANA Inspiration), Tischtennis (Ai Fukuhara), Eiskunstlauf (Yuzuru Hanyū) oder Skispringen (Sara Takanashi).